# Storie di DoubleDuck
Questo è l'elenco delle storie incentrate sul personaggio di DoubleDuck, pubblicate da aprile 2008 sul settimanale Topolino (edito da The Walt Disney Company Italia e in seguito dalla Panini Comics).

## Elenco delle storie

### Serie principale
| Nº | Titolo                                                   | Sceneggiatura      | Disegni               | Data di pubblicazione | Topolino |
| -- | -------------------------------------------------------- | ------------------ | --------------------- | --------------------- | -------- |
| 1  | DoubleDuck - Episodio 1                                  | Fausto Vitaliano   | Andrea Freccero       | 29 aprile 2008        | n. 2735  |
| 2  | DoubleDuck - Episodio 2                                  | Marco Bosco        | Vitale Mangiatordi    | 6 maggio 2008         | n. 2736  |
| 3  | DoubleDuck - Episodio 3                                  | Fausto Vitaliano   | Marco Mazzarello      | 13 maggio 2008        | n. 2737  |
| 4  | DoubleDuck - Episodio 4                                  | Marco Bosco        | Francesco D'Ippolito  | 20 maggio 2008        | n. 2738  |
| 5  | Prima della prima                                        | Fausto Vitaliano   | Giorgio Cavazzano     | 3 dicembre 2008       | n. 2767  |
| 6  | Souvenir de Paris                                        | Marco Bosco        | Vitale Mangiatordi    | 1º aprile 2009        | n. 2784  |
| 7  | Total Reset Button                                       | Marco Bosco        | Francesco D'Ippolito  | 13 maggio 2009        | n. 2790  |
| 8  | Missione Cuore termico - Episodio #1                     | Fausto Vitaliano   | Corrado Mastantuono   | 1º luglio 2009        | n. 2797  |
| 9  | Missione Cuore termico - Episodio #2                     | Fausto Vitaliano   | Marco Mazzarello      | 8 luglio 2009         | n. 2798  |
| 10 | Missione Cuore termico - Episodio #3                     | Marco Bosco        | Francesco D'Ippolito  | 15 luglio 2009        | n. 2799  |
| 11 | Missione Cuore termico - Episodio #4                     | Marco Bosco        | Andrea Freccero       | 22 luglio 2009        | n. 2800  |
| 12 | Cacciatori e prede - Primo episodio                      | Marco Bosco        | Francesco D'Ippolito  | 4 novembre 2009       | n. 2815  |
| 13 | Cacciatori e prede - Secondo episodio                    | Marco Bosco        | Marco Mazzarello      | 11 novembre 2009      | n. 2816  |
| 14 | Cacciatori e prede - Terzo episodio                      | Marco Bosco        | Emilio Urbano         | 18 novembre 2009      | n. 2817  |
| 15 | Cacciatori e prede - Quarto episodio                     | Marco Bosco        | Andrea Freccero       | 25 novembre 2009      | n. 2818  |
| 16 | Hong Island                                              | Teresa Radice      | Marco Mazzarello      | 11 agosto 2010        | n. 2855  |
| 17 | Segreti in bella mostra                                  | Alessandro Sisti   | Giorgio Cavazzano     | 1º settembre 2010     | n. 2858  |
| 18 | Una missione lunga tre giorni - Episodio 1               | Fausto Vitaliano   | Lorenzo Pastrovicchio | 3 novembre 2010       | n. 2867  |
| 19 | Una missione lunga tre giorni - Episodio 2               | Fausto Vitaliano   | Lorenzo Pastrovicchio | 10 novembre 2010      | n. 2868  |
| 20 | Una missione lunga tre giorni - Episodio 3               | Marco Bosco        | Lorenzo Pastrovicchio | 17 novembre 2010      | n. 2869  |
| 21 | Una missione lunga tre giorni - Episodio 4               | Marco Bosco        | Lorenzo Pastrovicchio | 24 novembre 2010      | n. 2870  |
| 22 | Chi ha incastrato DoubleDuck?                            | Teresa Radice      | Stefano Turconi       | 1º dicembre 2010      | n. 2871  |
| 23 | L'uovo di Rio                                            | Marco Bosco        | Alessandro Perina     | 19 gennaio 2011       | n. 2878  |
| 24 | Delirio su tela                                          | Marco Bosco        | Marco Mazzarello      | 16 febbraio 2011      | n. 2882  |
| 25 | Il trionfo dell'amore                                    | Alessandro Sisti   | Francesco D'Ippolito  | 16 marzo 2011         | n. 2886  |
| 26 | Agente Zero - Primo episodio: Nemico pubblico            | Francesco Artibani | Marco Mazzarello      | 2 novembre 2011       | n. 2919  |
| 27 | Agente Zero - Secondo episodio: Il segreto di Kay K      | Francesco Artibani | Andrea Freccero       | 9 novembre 2011       | n. 2920  |
| 28 | Agente Zero - Terzo episodio: Progetto Hazard            | Francesco Artibani | Marco Gervasio        | 16 novembre 2011      | n. 2921  |
| 29 | Il convitato di gesso                                    | Fausto Vitaliano   | Marco Mazzarello      | 7 dicembre 2011       | n. 2924  |
| 30 | La macchina delle nuvole - Primo episodio                | Fausto Vitaliano   | Paolo De Lorenzi      | 29 febbraio 2012      | n. 2936  |
| 31 | La macchina delle nuvole - Secondo episodio              | Fausto Vitaliano   | Vitale Mangiatordi    | 7 marzo 2012          | n. 2937  |
| 32 | La macchina delle nuvole - Terzo episodio                | Fausto Vitaliano   | Francesco D'Ippolito  | 14 marzo 2012         | n. 2938  |
| 33 | La macchina delle nuvole - Quarto episodio               | Fausto Vitaliano   | Andrea Freccero       | 21 marzo 2012         | n. 2939  |
| 34 | Codice Olimpo - Primo episodio                           | Francesco Artibani | Giorgio Cavazzano     | 4 luglio 2012         | n. 2954  |
| 35 | Codice Olimpo - Secondo episodio                         | Francesco Artibani | Paolo Mottura         | 11 luglio 2012        | n. 2955  |
| 36 | Codice Olimpo - Terzo episodio                           | Francesco Artibani | Francesco D'Ippolito  | 18 luglio 2012        | n. 2956  |
| 37 | Codice Olimpo - Quarto episodio                          | Francesco Artibani | Marco Gervasio        | 25 luglio 2012        | n. 2957  |
| 38 | Pole Position - Primo episodio                           | Roberto Gagnor     | Stefano Intini        | 29 agosto 2012        | n. 2962  |
| 39 | Pole Position - Secondo episodio                         | Roberto Gagnor     | Stefano Intini        | 5 settembre 2012      | n. 2963  |
| 40 | Calcio d'inizio                                          | Marco Bosco        | Marco Mazzarello      | 15 maggio 2013        | n. 2999  |
| 41 | Mnemon                                                   | Marco Bosco        | Francesco D'Ippolito  | 14 agosto 2013        | n. 3012  |
| 42 | Unknown                                                  | Marco Bosco        | Claudio Sciarrone     | 2 ottobre 2013        | n. 3019  |
| 43 | Alla fine del mondo                                      | Marco Bosco        | Claudio Sciarrone     | 13 novembre 2013      | n. 3025  |
| 44 | Regali di Natale - Primo episodio                        | Marco Bosco        | Marco Mazzarello      | 11 dicembre 2013      | n. 3029  |
| 45 | Regali di Natale - Secondo episodio                      | Marco Bosco        | Marco Mazzarello      | 18 dicembre 2013      | n. 3030  |
| 46 | Regali di Natale - Terzo episodio                        | Marco Bosco        | Marco Mazzarello      | 25 dicembre 2013      | n. 3031  |
| 47 | Elemento 109                                             | Marco Bosco        | Paolo De Lorenzi      | 22 gennaio 2014       | n. 3035  |
| 48 | L'ultimo giorno - Prima parte                            | Marco Bosco        | Marco Mazzarello      | 31 dicembre 2014      | n. 3084  |
| 49 | L'ultimo giorno - Seconda parte                          | Marco Bosco        | Marco Mazzarello      | 31 dicembre 2014      | n. 3084  |
| 50 | Come un gioco                                            | Vito Stabile       | Emilio Urbano         | 29 luglio 2015        | n. 3114  |
| 51 | Supersoldier                                             | Marco Bosco        | Vitale Mangiatordi    | 17 marzo 2021         | n. 3408  |
| 52 | Doppio gioco scientifico                                 | Marco Bosco        | Emilio Urbano         | 23 giugno 2021        | n. 3422  |
| 53 | Timecrime - Prima puntata                                | Francesco Artibani | Paolo Mottura         | 27 aprile 2016        | n. 3153  |
| 54 | Timecrime - Seconda puntata                              | Francesco Artibani | Paolo Mottura         | 4 maggio 2016         | n. 3154  |
| 55 | Reboot - Episodio #1                                     | Fausto Vitaliano   | Andrea Freccero       | 5 luglio 2017         | n. 3215  |
| 56 | Reboot - Episodio #2                                     | Fausto Vitaliano   | Andrea Freccero       | 12 luglio 2017        | n. 3216  |
| 57 | Reboot - Episodio #3                                     | Fausto Vitaliano   | Andrea Freccero       | 19 luglio 2017        | n. 3217  |
| 58 | Nemici come prima - Episodio #1                          | Fausto Vitaliano   | Andrea Freccero       | 2 maggio 2018         | n. 3258  |
| 59 | Nemici come prima - Episodio #2: Questione di like       | Tito Faraci        | Stefano Zanchi        | 9 maggio 2018         | n. 3259  |
| 60 | Nemici come prima - Episodio #3: Gli ultimi cento minuti | Tito Faraci        | Giada Perissinotto    | 16 maggio 2018        | n. 3260  |
| 61 | Corto circuito - Episodio 1: Elemento zero               | Fausto Vitaliano   | Stefano Zanchi        | 1º gennaio 2020       | n. 3345  |
| 62 | Corto circuito - Episodio 2: Nemici ovunque              | Fausto Vitaliano   | Stefano Zanchi        | 8 gennaio 2020        | n. 3346  |
| 63 | Corto circuito - Episodio 3: Internal Error              | Fausto Vitaliano   | Stefano Zanchi        | 15 gennaio 2020       | n. 3347  |

### DoubleDuck: Agents of the Agency
| Nº | Titolo                    | Sceneggiatura   | Disegni               | Data di pubblicazione | Topolino |
| -- | ------------------------- | --------------- | --------------------- | --------------------- | -------- |
| 1  | Time out per Kay-K        | Gabriele Panini | Lorenzo Pastrovicchio | 27 luglio 2016        | n. 3166  |
| 2  | Chiamata per B-Black      | Gabriele Panini | Lorenzo Pastrovicchio | 3 agosto 2016         | n. 3167  |
| 3  | Trappola per Jay-J        | Gabriele Panini | Lorenzo Pastrovicchio | 10 agosto 2016        | n. 3168  |
| 4  | Fuga sulla neve per Gizmo | Gabriele Panini | Lorenzo Pastrovicchio | 17 agosto 2016        | n. 3169  |
| 5  | Head H contro tutti       | Gabriele Panini | Lorenzo Pastrovicchio | 24 agosto 2016        | n. 3170  |

### Altre apparizioni
- Su Topolino n. 2984 (30 gennaio 2013) DoubleDuck è protagonista delle gag comiche Soluzione di emergenza e Distrazione (testi di Marco Bosco e disegni di Alessia Martusciello), per la rubrica Mondo Paperino.[13]
- In occasione del n. 3000 del settimanale (22 maggio 2013), il sito ufficiale ha organizzato un puzzle game online che consentiva di ultimare la storia 3000 metri sopra il cielo di Paperopoli (testi e disegni di Silvia Ziche) con una tavola aggiuntiva dedicata al personaggio.[14]
- Su Topolino n. 3054 (4 giugno 2014) DoubleDuck compare nella storia a bivi Paperino 6 unico! (testi di Marco Bosco e disegni di Marco Gervasio e Stefano Intini).[15]
- Su Topolino n. 3315 (5 giugno 2019) Paperino, per colpa di un macchinario di Archimede, si ritrova insieme alle materializzazioni di DoubleDuck e tutti gli altri suoi alter ego, nella storia Paperino contro Paperino (testi di Fausto Vitaliano e disegni di Emilio Urbano).[16]

## DoubleDuck

### Episodio 1 (2735)
Paperino è al cinema con Paperina per vedere l'ultimo film di James Tond ma, dormendo durante tutta la durata della proiezione, suscita le ire di Paperina. Come se non bastasse la 313 viene rimossa da un vigile urbano e così Paperina, ancora più arrabbiata, si fa accompagnare a casa dal cuginastro Gastone. Il giorno dopo Paperino si reca al distretto di Polizia per pagare la multa e gli viene segnalata anche una multa arretrata per aver parcheggiato la 313 in divieto di sosta per tre giorni sulla 101ª strada. Paperino, si rifiuta di pagare quella contravvenzione, sostenendo che si tratti di un errore. Egli infatti non si ricorda di aver mai fatto nulla del genere, tuttavia si accorge di non aver proprio memoria di quei tre giorni. Mentre si trova al parco sconsolato viene avvicinato da una bellissima ragazza che gli consegna un DVD, per poi scomparire misteriosamente. Sul disco c'è una registrazione in cui Paperino afferma di essere un agente segreto che lavora per la misteriosa Agenzia, sotto il nome in codice di DoubleDuck e di essersi volontariamente sottoposto a trattamento di reset mnemonico al termine della sua ultima missione. Appena finisce di vedere il video, Paperino trova in casa sua la ragazza incontrata al parco che gli rivela di chiamarsi Kay K e di essere una anche lei una spia. Kay K lo porta sul luogo dove ha preso la multa e attraverso un complicato percorso lo conduce fino alla sede dell'Agenzia. Qui Paperino incontra la segretaria Liz Zago, l'agente B Black, Gizmo e Jay J, direttore dell'Agenzia. Jay J gli spiega che aveva abbandonato l'Agenzia e per evitare che divulgasse informazioni di importanza strategica, gli erano stati cancellati tutti i suoi ricordi da spia. Tuttavia il Grande Capo, misterioso capo supremo dell'Agenzia in persona ha voluto richiamarlo in servizio per una nuova missione, ma lui è liberissimo di non accettare e sottoporsi nuovamente a un trattamento mnemonico e tornare alla sua vita di sempre. Paperino, ripensando ai continui rimproveri di Paperina, con uno scatto d'orgoglio accetta.

### Episodio 2 (2736)
Dopo una missione prova che DoubleDuck supera in maniera brillante, Jay J gli illustra la sua vera missione: recuperare un portatile contenente la lista di tutti membri dell'Agenzia, di cui è in possesso Marlo Burke, un ricco e potente criminale, che sembra essere anche implicato nel rapimento di B Berry, la spia dell'Agenzia a cui era stato affidato il portatile. Dopo un inteso allenamento fisico e mentale Doubleduck viene assegnato come compagno dell'agente B Black e i due iniziano la missione appostandosi nei pressi della villa di Burke, dove quella festa ci sarà un sontuoso ricevimento. I due agenti, spacciandosi l'uno per cameriere l'altro per invitato, riescono ad accedere alla residenza del magnate. Mentre B Black crea un diversivo, creando confusione tra gli invitati e Gizmo oscura temporaneamente il servizio di sorveglianza della villa, DoubleDuck ne approfitta per cercare di recuperare il computer, ma proprio quando sembra che tutto sia filato liscio, viene scoperto dagli uomini di Burke. In suo aiuto arriva Kay K, che lo aiuta a scappare dalla villa. I due agenti vengono inseguiti e raggiunti dagli uomini della sorveglianza, ma inaspettatamente uno dei tre uomini tramortisce i suoi compagni. Egli rivela di essere il Detective Wilson, agente della PBI, infiltrato tra gli uomini di Burke. Kay K e DD tornano alla base dell'Agenzia, ma B Black, armeggiando con il computer scopre che il loro file è stato inviato su un supporto esterno criptato. Sembra che B Berry sia un traditore e sia volontariamente sparito con la compromettente lista.

### Episodio 3 (2737)
Jay J contatta nuovamente DoubleDuck e gli rivela che molto probabilmente B Berry è alle dipendenze di Red Primerose, una pericolosa e inafferrabile spia internazionale che nessuno è mai riuscito a catturare. La sua paura principale è quella che anche B Black sia complice di questa spia perciò ordina a DoubleDuck di pedinarlo e di fidarsi solo di Kay K. DoubleDuck pedinando il suo collega biondo, raggiunge un malfamato bar di periferia dove B Black sta incontrando B Berry. i due prendono prigioniero Paperino, ma un terzo uomo, un agente di Burke interviene in scena e Doubleduck ne approfitta per dileguarsi assieme al CD su cui B Berry aveva caricato il file coi nomi degli agenti dell'Agenzia. DoubleDuck, sconvolto da tutti questi continui tradimenti, non si fida a contattare nemmeno Kay K e chiama il detective Wilson, che però si rivela essere davvero un uomo di Burke, ma ancora una volta Kay K lo salva all'ultimo, conquistando la piena fiducia del suo compagno.

### Episodio 4 (2738)
DoubleDuck viene tramortito dagli uomini di Burke, che erano assieme al detective Wilson e rapiscono anche Kay K. Dopo essere rinvenuto l'intrepido papero si getta immediatamente alla loro ricerca e giunge in una villa alla periferia di Paperopoli. Tuttavia il suo tentativo di salvataggio non serve granché, perché viene fatto prigioniero assieme all'amica. In loro aiuto giungono B Berry e B Black, che vogliono impedire che Burke entri in possesso di informazioni dell'Agenzia. Il magnate aveva comunque di abbandonare il suo scopo, perché il suo tecnico aveva appena scoperto che il CD non conteneva la tanto ricercata lista, ma solo un algoritmo complesso utilizzabile per forzare il computer centrale dell'Agenzia. Questa nuova scoperta viene confermata poco dopo da Jay J da cui DuobleDuck si reca per fare rapporto. Il direttore spiega che per Burke quell'algoritmo non vale nulla e per questo ha rinunciato ad impossessarsene mentre i due agenti traditori potrebbero servirsene in maniera inappropriata. Egli rivela che il computer centrale ha un terminale segreto d'accesso nascosto nella Biblioteca comunale. A DoubleDuck viene quindi ordinato di sorvegliarlo. Quella notte Paperino riesce a mettere fuori combattimento i suoi due avversari e ad impossessarsi dell'algoritmo, ma inaspettatamente interviene Kay K che, pistola in pugno, pretende il dischetto, perché contiene alcune informazioni compromettenti contro di lei. Ella rivela che B Berry si era insospettito e aveva cercato di indagare, per questo lei aveva sparso la voce che fosse un traditore, assieme a B Black. All'improvviso la situazione si capovolge e Kay K è costretta alla fuga. DoubleDuck, assieme a B Black e B Berry, da poco rinvenuti, la tallonano a bordo della 313, ma improvvisamente la papera perde il controllo della sua automobile e precipita in mare. I tre agenti non possono fare nulla per salvarla e per lei non ci sono speranze. L'indomani si ritrovano alla sede per fare rapporto a Jay J e improvvisamente DoubleDuck si accorge che colui che hanno sempre reputato essere il direttore e Kay K travestita o meglio la pericolosa spia internazionale Red Primerose, come lei stessa poco dopo conferma. Da mesi il vero Jay J è suo prigioniero e lei indisturbata ha potuto gestire l'Agenzia. B Black e B Berry prendono in custodia Kay K per interrogarla, mentre DoubleDuck viene ricevuto dal misterioso Grande Capo in persona che si vuole congratulare con il suo migliore agente.

## Prima della prima(2767)
La storia inizia con Paperino e Paperina che assistono ad un concerto di Karlheinz Stronheim. A circa metà concerto, Paperino, viene chiamato da Jay J che gli assegna la missione di proteggere il maestro d'orchestra Felino Felynis che si trova alla Scala di Milano. I loro acerrimi nemici, la malvagia Organizzazione, stanno organizzando il rapimento del maestro, l'ex-direttore dell'Agenzia sottoposto al "Total Reset Button" che cancella la memoria a tutti gli agenti che lasciano l'Agenzia per non esser catturati e dire informazioni utili. Paperino si reca quindi a Milano, con la copertura di "triangolista" dell'orchestra del maestro. Subito, Paperino, scopre che nei sotterranei del teatro vi è allestita una sala di controllo e che gli hacker dell'Organizzazione hanno interrotto i loro attacchi ai satelliti più importanti agganciandosi al satellite di minor importanza "Blue Eagle". Poco dopo scopre che il satellite controlla i dati delle elezioni presidenziali nello stato della Clippedonia, che l'Organizzazione vuole truccare per far vincere il loro prediletto. Essa infatti intendeva sfruttare le future guerre per arricchirsi. Paperino sventa il piano non suonando l'ultima nota della ballata che permetteva di raggiungere i 310 gigahertz che avrebbero fatto partire il laser.

## Souvenir de Paris(2784)
Paperino viene contatto dall'Agenzia che gli impone di andare a Parigi, dove la spia internazionale Red Primerose alias Kay K è riuscita ad evadere di prigione e ha tentato di sottrarre una chiave informatica penetrando in un laboratorio dell'Agenzia. Jay J teme che la papera sia stata ingaggiata proprio dall'Organizzazione e invia l'agente DoubleDuck nella capitale francese con l'obiettivo di recuperare la chiave. Paperino, per avere una copertura credibile, si fa accompagnare a Parigi da Paperina e durante la visita dello storico quartiere di Montmartre riceve dall'agente francese D Dahlia la chiave. Proprio in quel momento giungono gli spietati agenti dell'Organizzazione, ma DD riesce a sfuggirgli e a ritornare all'albergo. Qui lo aspetta una brutta sorpresa: la sua camera è tutta a soqquadro e di Paperina non vi è traccia. Viene contatto dall'Organizzazione che gli propone uno scambio la liberazione di Paperina in cambio della chiave. DD senza esitare accetta. Dopo essere arrivato al punto d'incontro; DoubleDuck consegna la chiave, ma gli agenti nemici non rispettano l'accordo e vogliono eliminarlo. In aiuto di Paperino giunge inaspettata Kay K. Lei, dopo aver sgominato gli avversari, rivela di essere un'infiltrata tra le file dell'Organizzazione, alle dipendenze dell'Agenzia, ma solo il Grande Capo ne è a conoscenza e deve rimanere un'informazione segretissima di cui neanche Jay J deve esserne informato. Kay K e DoubleDuck raggiungono la base dell'Organizzazione dove riescono a recuperare la chiave e a liberare D Dhalia, ma di Paperina non vi è ancora nessuna traccia. Ritornato in albergo, Paperino incontra proprio la sua fidanzata e capisce che era stata tutta una messa in scena dei suoi avversari per attirarlo in trappola, mentre lei era al sicuro in albergo a godersi un esclusivo trattamento di bellezza. La missione comunque è conclusa anche se un nuovo pericolo incombe su DD. Kay K infatti gli rivela che qualcuno vuole eliminarlo per sempre, qualcuno che è legato alla sua prima missione di cui lui non tiene memoria e ora più che mai è necessario che la recuperi.

## Total Reset Button(2790)
Paperino è deciso a tutto pur di scoprire cosa gli è accaduto durante la sua prima missione alle dipendenze dell'Agenzia, della quale non ha alcun ricordo poiché è stato sottoposto alla procedura TRB (Total Reset Button) che gli ha completamente cancellato i ricordi. Nella sua ultima missione a Parigi, Kay K, l'ha infatti avvertito di rimanere in guardia perché qualcuno lo vuole eliminare. Così per impossessarsi dei suoi ricordi, si reca alla sede dell'Agenzia per cercare informazioni, ma mentre sta frugando tra gli archivi dei computer incontra Jay J che lo recluta immediatamente per una missione. Il suo compito sarà quello di sottoporre Felino Felynis ad una nuova procedura TRB, poiché l'ex-direttore dell'Agenzia, come era già risultato ovvio a Milano sta lentamente recuperando la memoria e le sue informazioni potrebbero interessare a troppe persone. Così DoubleDuck si reca al Cairo dove il maestro sta allestendo una rappresentazione dell'Aida di Verdi: giunto sul posto, il papero si mischia tra le comparse per avere sotto stretto controllo il maestro, il quale è in uno stato confusionale per il riaffiorare dei vecchi ricordi. Il produttore, per salvare lo spettacolo, gli consiglia di distrarsi andando a visitare le antiche piramidi. Nella piana di El Giza Paperino, mentre sta sorvegliando il suo bersaglio, viene anche preso di mira da un cecchino. Proprio nella confusione che ne segue il maestro viene rapito. DoubleDuck però riesce a inseguire gli agenti nemici e, dopo essere penetrato nella loro base, riesce anche a liberare il maestro, che ormai ha completamente recuperato la memoria. Il mandante del rapimento è la malvagia Jana Smirnov: un tempo era la migliore agente dell'Agenzia, ora una spia mercenaria con un profondo rancore nei confronti di Felino, colpevole di averla abbandonata durante una missione, e vuole solo sfruttare la memoria dell'ex-direttore a fini commerciali e poi vendicarsi di lui. DoubleDuck spiega tutto al maestro che acconsente di sottoporsi al TRB a patto di aver la garanzia che Jana non lo ritroverà mai più. Dopo essere sfuggito a Jana e ai suoi scagnozzi, DoubleDuck fa ritorno a Paperopoli. Alla sede dell'Agenzia, dopo aver ricevuto i complimenti di Jay J, DoubleDuck riesce finalmente ad accedere al dossier sulla sua prima missione, ma scopre che è stato cancellato. Inoltre fa un'altra terribile scoperta: il sicario che voleva ucciderlo durante la visita delle piramidi è Gomes, un agente che sembra essere sotto contratto proprio per conto dell'Agenzia.

## Missione Cuore termico

### Episodio 1 (2797)
DoubleDuck viene convocato alla sede dell'Agenzia dal direttore Jay J, che vuole affidargli un'altra missione: scortare al Polo Nord il White Deep, un batiscafo che permetterebbe di raggiungere il nucleo della terra e permettere la realizzazione di alcuni esperimenti sulla regolazione della temperatura terrestre. Il compito dell'agente DD è quello di impedire che l'Organizzazione entri in possesso di queste sofisticate tecnologie, tuttavia nel caso venisse individuato il suo compito è quello di opporre solo una minima resistenza, consegnando il batiscafo nelle mani dei nemici. Gli uomini dell'equipaggio che sono imbarcati assieme a DD lo rassicurano che sarà una missione tranquilla e piacevole perché solo se qualcuno avesse messo un segnalatore sul batiscafo l'Organizzazione potrebbe inseguirli. Anche se tutti ne sono all'oscuro, sullo scafo c'è davvero un segnalatore, installato qualche giorno prima dal direttore stesso. Poco dopo, i tre agenti si rendono conto che un motoscafo nero li sta seguendo. DD fa quindi sbarcare su un'isola i suoi due compagni e si immerge sino a 5000 metri cercando di liberarsi degli inseguitori, ma senza successo. DoubleDuck capisce che i suoi inseguitori non possono fare affidamento solo sul sonar, che a quelle profondità non riesce a funzionare, ma devono aver installato un segnalatore a bordo, che DD riesce subito a individuare. Poco dopo, DoubleDuck si mette in contatto con l'Agenzia e riporta gli ultimi avvenimenti al direttore. Jay J gli fa notare che non avrebbe dovuto cercare di seminarli, ma consegnarsi loro come gli aveva ordinato di fare. DD risponde di aver preso l'iniziativa perché teme che nell'Agenzia ci sia un traditore e Jay J, sentendosi accusato in prima persona, si tradisce, confermando i sospetti di DoubleDuck e intimandogli di dargli la sua posizione, perché lui è l'unica persona con la quale può avere un contatto radio e l'unica che può aiutarlo a non venire eliminato dall'Organizzazione. DoubleDuck, sempre integerrimo rifiuta ogni compromesso, chiude la comunicazione e si appresta a riprendere la sua navigazione subacquea verso il Polo Nord.

### Episodio 2 (2798)
DD capisce che è alla deriva perché la bussola e gli altri strumenti di segnalazione non funzionano. Decide quindi di richiamare il direttore per sapere cosa lo ha spinto a tradire l'Agenzia. Jay J rivela di essere prossimo alla pensione e di preferire il piano pensionistico dell'Organizzazione, rispetto a quello dell'Agenzia, sorprendendo DoubleDuck, che non comprende totalmente la scelta del suo superiore. Il direttore chiede nuovamente a DoubleDuck di arrendersi, ma questi rifiuta. Sapendo che la rotta più logica per il Polo è andare in linea retta, DD decide di procedere con una rotta diversa, per evitare che gli agenti dell'Organizzazione lo intercettino. Dopo essere riuscito a seminare gli agenti dell'Organizzazione, DD incontra una nave diretta al Polo. Il capitano gli propone di agganciare il batiscafo e di salire a bordo, e Paperino accetta di buon grado. Il mattino seguente l'agente segreto scopre che degli uomini armati hanno assaltato la nave e preso in ostaggio tutto l'equipaggio, ma non si sono accorti della sua presenza. DoubleDuck al posto di fuggire decide di salvare l'equipaggio perché ha un debito di gratitudine nei confronti del capitano.

### Episodio 3 (2799)
DD viene trovato dai pirati mentre cerca di salvare l'equipaggio, così viene poi rinchiuso con l'equipaggio. Riuscito a slegarsi, libera poi il capitano. Questi gli fa sapere che il giorno seguente hanno incrociato una fregata militare a caccia dei pirati che potrebbe prestare loro soccorso rapidamente. Dopo aver fatto esplodere la porta con un esplosivo camuffato da gomma da masticare, DD e l'equipaggio cercano di raggiungere la sala radio. Vengono però intercettati dai pirati e tutti, tranne DD, vengono nuovamente catturati. Mentre si nasconde incontra Svenson, che si presenta come il secondo macchinista, l'unico dell'equipaggio a non essere catturato dai pirati. Insieme assemblano dei robot giocattolo che usano per distrarre i pirati e raggiungere il White Deep. DD spiega a Svenson che i pirati non sono riusciti ad usare il batiscafo perché aveva bloccato i comandi. Quasi subito, una fregata militare apre il fuoco contro i pirati. DoubleDuck è sorpreso perché aveva appena mandato un SOS, e il "macchinista" gli rivela che è stata l'Organizzazione, di cui lui è un agente, a lanciare un messaggio di soccorso. In seguito stordisce DD. Quando rinviene, il papero scopre di essere ancora sul batiscafo, alla deriva in mezzo all'oceano. Riceve poi una chiamata da Jay J, che gli svela di aver finto di tradire l'Agenzia: in realtà DoubleDuck sta viaggiando su un modello dimostrativo a grandezza naturale del White Deep, allo scopo di depistare l'Organizzazione mentre il vero batiscafo si dirige verso il Polo Sud. Il piano tuttavia è fallito quando l'Organizzazione ha scoperto il trucco. DoubleDuck, ormai stufo dei continui inganni tra spie, non si fida del direttore e vorrebbe continuare la sua missione originaria, ma deve ricredersi quando scopre che è finito il carburante: il motore del sottomarino dovrebbe essere eterno in quanto alimentato dalla correnti sottomarine. Richiama quindi il direttore, che gli espone ulteriori dettagli. La nuova missione di DD è quella di fermare il pilota alla guida del vero White Deep affinché l'Organizzazione non possa impadronirsene. Doubleduck, che non vede come potrebbe trovare un batiscafo nell'Oceano senza carburante, protesta, ma Jay J gli risponde di arrangiarsi.

### Episodio 4 (2800)
DoubleDuck raggiunge il Polo Nord, dove riesce a scambiare il batiscafo con un aereo con il quale giunge a Paperopoli. In città incontra Paperina che pretende spiegazioni del suo strano e continuo comportamento che ha negli ultimi tempi. Paperino ammette di essere un agente segreto, ma la fidanzata non ci crede. Dopo essere tornato all'Agenzia, fa rapporto a Jay J spiegando di non essere riuscito a rintracciare il vero sottomarino. Il direttore si assume la piena responsabilità del fallimento dell'operazione "Cuore termico" e decide di dare le dimissioni il giorno seguente. Mentre sta per tornare a casa, Paperino origlia involontariamente una telefonata tra Jay J e un uomo dell'Organizzazione: Jay J chiede la ricompensa per aver consegnato loro il White Deep e si accorda su un incontro al Paperton center a mezzanotte, a cui DoubleDuck si promette di non mancare. Lì un agente dell'Organizzazione consegna a Jay J quanto pattuito: 10 milioni di dollari. Ascolatndo la conversazione tra i due, DD scopre anche che il White Deep non è ancora giunto a destinazione e che quindi può ancora fermarlo. Viene tuttavia scoperto da Jay J e l'agente dell'Organizzazione e mentre questi si allontana, il direttore spara, inscenando la morte del suo migliore agente. In seguito Jay J e DoubleDuck fanno rientro alla sede dell'Agenzia, e davanti alla vasca da dove sono partiti il vero White Deep e quello falso, il direttore rivela che gli strumenti di navigazione hanno seguito il vero batiscafo durante tutta la navigazione: in realtà non si è mai mosso dalla vasca e il pilota non se ne è reso conto perché era ciò che vedeva sullo schermo era il frutto di un sofisticatissimo simulatore di immersione. Per questo motivo ha inserito le coordinate della base segreta dell'Organizzazione, grazie alle quali gli uomini dell'Agenzia sono riusciti a fare irruzione poco tempo prima. Il vero obiettivo dell'operazione era proprio questo: sgominare l'Organizzazione, e solo adesso può davvero iniziare la missione "Cuore Termico" e l'utilizzo ai fini scientifici del White Deep. Jay J e DoubleDuck sono però attesi dal misterioso Grande Capo, che è stato anche l'ideatore del piano. Mentre salgono ai piani alti, il direttore rivela che andrà davvero in pensione e quindi si dovrà a breve sottoporre al trattamento TRB, come da protocollo, quindi non avrà più memoria di DoubleDuck né dell'Agenzia. Il Grande Capo si complimenta con entrambi, e chiede a DD se prima o poi rinuncerà a combinare pasticci facendo di testa propria. DD risponde che non lo farà mai, visto che è il suo stile. Il Grande Capo commenta quindi che lo conosce molto bene: è infatti una copia digitale di Paperino, in cui nella prima storia non si era visto di persona, da quando DoubleDuck era misteriosamente sorpreso di vedere arrivare il suo stesso aspetto.

## Cacciatori e prede

### Episodio 1 (2815)
Dopo la missione cuore termico, il Grande Capo decide che per Jay J è arrivato il periodo del pensionamento e davanti ad un esterrefatto DoubleDuck lo destituisce dalla carica di direttore dell'Agenzia e gli dice che dovrà sottoporsi ad un trattamento TRB il più presto possibile. Dopo il colloquio col superiore DD e JJ si salutano per l'ultima volta poiché l'ormai ex-direttore non manterrà più alcun ricordo. Passa del tempo e un pomeriggio Paperino viene richiamato in Agenzia dove incontra i suoi colleghi Kay K, B Berry e B Black. Ai quattro Liz Zago presenta il nuovo direttore ad interim dell'Agenzia: Head H. Il nuovo direttore vuole osservare i propri agenti all'opera perciò dichiara che li sottoporrà ad una esercitazione in cui saranno uno contro tutti. Agli agenti verranno forniti degli indizi che dovranno seguire e completare la missione in ventiquattr'ore. Il primo indizio viene però malinterpretato da tutti e quattro e solo dopo alcune ore DoubleDuck riesce a raggiungere la Duckogen la fabbrica che costruisce motori ad idrogeno.

### Episodio 2 (2816)
Alla fabbrica DoubleDuck trova il secondo indizio, che gli consiglia di recarsi all'Hotel Magnolia, ma proprio quando sta leggendo la lettera dei colpi d'arma da fuoco lo sfiorano molto da vicino. DD però non riesce ad identificare l'aggressore. Dopo essere giunto all'albergo, seguendo le informazioni dell'indizio, si reca alla camera 520 dove sorprende due loschi individui proprio mentre stanno rovistando tra i mobili alla ricerca. I due scoperti tramortiscono DoubleDuck e si danno alla fuga, il papero viene fatto rinvenire da Kay K, sopraggiunta anch'ella all'albergo. I due trovano i documenti dell'occupante della stanza e scoprono che è Jay J. Sempre più avvolti dal mistero KK e DD decidono di collaborare e perquisiscono la camera, trovando uno scontrino del deposito bagagli della stazione. Senza perdere tempo Kay torna in Agenzia per indagare e DoubleDuck si dirige a ritirare la valigia. All'uscita della stazione DD viene fermato dai due figuri che aveva sorpreso nella stanza d'albergo e sotto minaccia viene caricato in un'auto, ma durante il tragitto riesce a fuggire. Tornato alla sede Kay lo informa che la gara sta coprendo un'operazione vera e Jay J è veramente ricercato. Paperino decide perciò di chiedere spiegazioni a Head H. Il nuovo direttore gli confessa che JJ ha disertato per non sottoporsi al TRB, ma non riuscendo a trovarlo aveva ideato una falsa esercitazione per non rischiare fughe di notizie. DoubleDuck cerca tra gli effetti personali di Jay J un possibile indizio, ma scopre che manca un libro, che è stato trafugato da Liz Zago.

### Episodio 3 (2817)
DoubleDuck, aiutato sempre da Kay K, decide di pedinare Liz Zago nella speranza che faccia mosse false, e finalmente i due agenti dopo essere stati depistati più volte vedono la segretaria lasciare un pacco in un cestino dei rifiuti. Quella notte un camioncino con a bordo due persone si ferma proprio per recuperare il pacco. KK e DD si mettono al loro inseguimento, ma ad un tratto i due agenti avversari si dividono, non sapendo chi ha il libro DD segue a piedi la ragazza, mentre Kay K prosegue l'inseguimento in auto. DD riesce alla fine a trovare l'ex-direttore, ma vi è un altro colpo di scena: Jay J è scappato poiché la macchina per il TRB era stato sabotata e successivamente qualcuno aveva tentato di rapirlo. JJ rivela di essere convinto che qualcuno voglia i suoi ricordi per rivenderli come preziose informazioni ai migliori offerenti. All'improvviso arrivano i due misteriosi individui che DoubleDuck aveva sorpreso nella stanza dell'Hotel Magnolia che rapiscono JJ e imprigionano DD. Pochi minuti dopo DD viene liberato da Gomes il pericoloso sicario che più volte ha già tentato di eliminarlo per fatti avvenuti durante la prima missione di DoubleDuck.

### Episodio 4 (2818)
DD e Kay K riescono a sfuggire a Gomes. I due agenti facendosi aiutare da Irma Boots, una delle migliori hacker di sempre riescono a rintracciare Jay J e a liberarlo. Tornato in Agenzia DD incastra il vero mandante dei tentativi di rapimento di JJ ovvero Head H il nuovo direttore dell'Agenzia. A questo punto interviene il Grande Capo che rivela che il complotto non è mai esistito, ma è stata tutta una simulazione per testare i nuovi agenti. Inoltre c'è un'altra sorpresa: Jay J rimane alle dipendenze dell'Agenzia come consulente. DoubleDuck perciò è deciso a svelare l'ultimo enigma: Gomes, ma appena entra nella cella dove lo avevano rinchiuso lo trova con uno sguardo assente e una bassa percezione della realtà, il sicario ha infatti subito un processo TRB e il mistero della prima missione di DoubleDuck, anche per questa volta rimane irrisolto.

## Hong Island(2855)
DoubleDuck e Kay K si ritrovano nel laboratorio di Gizmo (che mostra loro diversi nuovi gadget) per salutarlo in vista di una settimana di vacanze in Thailandia (cosa che lo rende alquanto nervoso non avendone mai fatta una), ma dieci giorni più tardi dell'esplosivo tecnico dell'Agenzia non si hanno più notizie e i due agenti vengono inviati proprio in Thailandia per investigare. Scoprono che Gizmo per motivi inspiegabili ha abbandonato l'albergo due giorni prima senza alcun preavviso e tra i suoi oggetti trovano alcuni appunti riguardo al VT171108, un misterioso meteorite dalle proprietà magnetiche superiore alla norma che Gizmo aveva studiato per conto dell'università di Paperopoli e che era stato recentemente rubato dai laboratori dell'Agenzia. I due agenti ricordano come nei giorni seguenti Gizmo si sia fatto cupo e sfuggente preferendo isolarsi nel suo laboratorio e forse nascondeva qualcosa. DD trova tra i libri di Gizmo il biglietto di un ristorante di Bangkok e Kay propone di andarci sfruttando la loro copertura di una normale coppietta. Mentre sono a cena, DD e KK ricevono dei biglietti aerei per l'indomani. Senza esitare salgono sull'aereo che da Bangkok li trasporta a Krabi, nel sud della penisola. Qui trovano una stanza d'albergo prenotata per loro e gli viene dato un contatto che li porti sulla lussureggiante isola di Hong Island. Tuttavia non vengono portati sulla spiaggia destinata ai turisti, ma sulla più isolata laguna segreta riservata solo per loro. Mentre si godono la spiaggia e fanno il bagno, DD e KK scoprono l'accesso di una grotta sotterranea che li conduce in un laboratorio dove trovano Gizmo che dice sperava lo liberassero e spiega che è stato costretto a creare un sistema che sfrutta le capacità del meteorite per interferire coi sistemi di guida di navi ed aerei. I piani dei suoi rapitori prevedono mettere in ginocchio l'economia fermando i traffici di merci e stanno per portare il meteorite per collegarlo al sistema. Ma poco dopo è lo stesso Gizmo che imprigiona i due agenti dentro una gabbia laser. Sembra proprio che il migliore tecnico dell'Agenzia abbia tradito i suoi compagni vendendosi al nemico. Proprio in quel momento infatti entrano degli agenti nemici (incontrati da DD e KK durante il loro viaggio) che consegnano il meteorite a Gizmo e vogliono eliminare DD e KK. Gizmo, preoccupato per i suoi amici, tradisce il suo doppio gioco ed usa il magnetismo per disarmare i criminali; purtroppo il capo della banda possiede una pistola non realizzata col metallo. Proprio quando sembra che non ci siano più speranze, intervengono B Black e B Berry con uno squadrone di uomini in soccorso dei colleghi. Gizmo spiega a dei confusi DD e KK che il piano era stato architettato dal Grande Capo e serviva sia a sgominare la banda di furfanti che recuperare il meteorite. La base viene fatta saltare in aria e Gizmo spiega ai due agenti che nei loro costumi c'erano dei minuscoli trasmettitori che hanno permesso ai rinforzi di raggiungerli. L'inventore conclude che ha bisogno di una vacanza... nel suo laboratorio.

## Segreti in bella mostra(2858)
È la fine dell'estate e DoubleDuck viene convocato d'urgenza dall'Agenzia. Lo sceneggiatore di un nuovo film di spionaggio (una versione disneyana dello 007 di Ian Fleming) era un ex-agente alle dipendenze proprio dell'Agenzia. Come a tutte le spie che lasciano il servizio attivo, gli era stata cancellata in maniera mirata la memoria, ma scrivere una storia di spionaggio ha fatto emergere i suoi ricordi che erano sepolti a livello inconscio. Così ora nel trailer del film compaiono Jay J, mister Head H e altri membri dell'Agenzia e c'è persino il rischio che alcune informazioni segretissime vengano divulgate attraverso il grande schermo. Fortunatamente non tutto è ancora perduto: il film non è ancora stato commercializzato e ne esiste un'unica copia che verrà proiettata in anteprima alla Mostra del cinema di Venezia. Compito di DoubleDuck e della sua bella collega Kay K sarà quello di impadronirsi dell'esclusiva pellicola. Mentre Paperino sta organizzando la sua partenza per la città della laguna, riceve una visita inaspettata da suo Zio Paperone che viene a proporgli un incarico di vitale importanza e come sempre non accetta rifiuti. Paperone spiega che è il produttore del nuovo film James Tond. Teme che la pellicola gli possa venire sottratta, perciò impone a Paperino di andare a Venezia per sorvegliarla, dopo avergli accuratamente ricordato che se per malaugurata fatalità dovesse capitare qualcosa alla pellicola, sarà tutta colpa sua. Gli incarichi di Paperone e dell'Agenzia sono diametricalmente opposti e la doppia vita di Paperino sembra averlo messo in un grossissimo problema. A Venezia, grazie alla parentela con lo zione, DoubleDuck riesce ad impadronirsi dell'inedito film, ma la sua missioni viene intralciata dagli agenti dell'Organizzazione che vogliono il filmato nella speranza di trovarci eventuali segreti appartenenti ai rivali. In aiuto di DD arriva Kay K alla guida del Deep white il sottomarino utilizzato nella missione Cuore Termico. La missione dell'Agenzia è conclusa, ma Paperino è consapevole di non poter distruggere il film se non vuole essere spiumato dallo zione. Tutta la notte, aiutato da Kay K rimonta il film sostituendo le immagini compromettenti per l'Agenzia con le riprese che la sua microcamera aveva registrato durante l'inseguimento con gli uomini dell'Organizzazione. Nonostante la regia di Paperino, il film ha comunque un enorme successo riuscendo a soddisfare sia le esigenze Paperone sia le pretese dell'Agenzia.

## Una missione lunga tre giorni

### Episodio 1 (2867)
Da più di un mese Paperino non risponde più alle chiamate dell'Agenzia: decide quindi di recarsi alla sede per spiegare al direttore Head H la sua decisione: si è stancato dello spionaggio e vuole abbandonarlo. Prima di sottoporsi alla procedura Total Reset Button, però, DD vorrebbe sapere cos'è successo nella sua prima missione, durata tre giorni, di cui non ricorda nulla a causa di un precedente trattamento di cancellazione della memoria. Il direttore gli chiede se gli succede spesso di fare un incubo ricorrente che ha qualcosa a che vedere con il cadere nell'acqua. DD, sorpreso, conferma: si trova sulla piattaforma di una piscina, quando qualcuno, di cui non riesce a vedere il volto, si avvicina e lo butta giù. L'Agenzia sa che ciò è collegato ad uno shock: Gizmo spiega che l'unica possibilità è il protocollo PRM, Partial Restore Memory. Malgrado i rischi, Paperino accetta di provare a recuperare i suoi ricordi. Ricorda quindi che si trovava in un internet café per partecipare ad un'asta su Paperbay. Lì incontra qualcuno, che Head H identifica come J. Carver, un agente mercenario, contattato dall'Agenzia appena nata per portare a termine un compito delicato e che comunica tramite postazioni pubbliche. Quando il direttore cita un certo Victor Markovskij, DD conferma che si ricorda anche di quel nome. Mentre sta per finire l'asta, Paperino e Carver invertono le loro postazioni: è il papero a contattare l'Agenzia, non il mercenario. Sorpresi dalla tariffa (8 dollari), Hecs X e Gizmo decidono di convocarlo in sede. Quando vi arriva, Paperino comprende di aver fatto un errore. I due capiscono che è sincero, ma quando scoprono che ha "un'attività cerebrale assolutamente unica", il direttore obbliga Paperino a partecipare alla missione. Il suo compito è quello di scoprire chi ha affidato un milione di dollari ad un baro, Markovskij, e cosa vuole fare il misterioso finanziatore con i soldi vinti. Per farlo, Paperino si fingerà un celebre giocatore, Hook, che nessuno conosce, e si recherà al casinò dell'Isola, una sala da gioco clandestina costruita su un atollo artificiale. Il mattino seguente, Paperino si reca alla sede dell'Agenzia: lì Hecs X gli chiede se ha già scelto un nome da agente: Paolino Paperino sceglie DoubleDuck, in riferimento alla sua doppia vita, abbreviato in "DD".

### Episodio 2 (2868)
DoubleDuck si reca sul tetto del Duck Building, dove parte sull'aereo per l'Isola: non riesce a rimanere in incognito in quanto il comandante annuncia a tutti che è il celebre Hook. Sull'aereo l'equipaggio requisisce i cellulari, ma DD è in contatto con l'Agenzia grazie agli occhiali speciale che gli ha fornito Gizmo. Nota inoltre che Markovskij è accompagnato da una guardia del corpo, Felipe. Una volta arrivati sull'isola vengono accolti dal proprietario, Berry Benedict. Seguendo le istruzioni ricevute, DD si reca al tavolo di blackjack: lì, grazie al computer integrato negli occhiali, continua a vincere sino a quando non attira l'attenzione di Markovskij. Lo spregiudicato baro si avvicina seguito dall'enorme guardia del corpo, attribuitagli da chi gli ha affidato il denaro. Parlando con lui, DoubleDuck scopre che l'Isola non è legale e che vi si svolgono anche corse clandestine di animali rari. Continuando a farlo parlare, apprende che il suo obiettivo è quello di arrivare a cento milioni, di cui toccherà il 10%. Tuttavia, non sa chi sia il finanziatore né cosa voglia fare con i novanta milioni che otterrà. L'Agenzia, invece, lo ha scoperto: si tratta dell'Organizzazione, un cartello criminale internazionale, e acerrimo nemico dell'Agenzia. Tuttavia, lo spregiudicato Markovskij si insospettisce e lo minaccia, sostenuto dalla guardia del corpo, Felipe. DD cerca di contattare l'Agenzia, ma la comunicazione viene interrotta da qualcuno. Mentre riflette sul fatto che è isolato e senza aiuto, DD non nota che Carver lo sta osservando.

### Episodio 3 (2869)
Il mattino seguente, Markovskij obbliga "Hook" a rivelargli come riesce a vincere e poi lo tramortisce. DoubleDuck si risveglia quando la croupier del tavolo di Blackjack, in realtà l'agente Lady L, lo slega nella rimessa in cui era stato portato. DD spiega la situazione all'altro agente, che teme che la copertura di DD sia saltata. Paperino la rassicura, spiegandole che Markovskij lo crede un baro. Nel frattempo, Markovskij sta usando gli occhiali di DD per vincere sempre, cosa che fa insospettire il proprietario dell'Isola. Inoltre, una tempesta si avvicina all'atollo artificiale, e dovrebbe arrivare meno di sei ore dopo. Alla sera, Markovskij ha vinto 30 milioni. Mentre Lady L distrae Felipe, fingendo di aver perso il proprio cane e chiedendo il suo aiuto, DoubleDuck entra nella camera del baro, che intende fuggire non appena avrà vinto 60 milioni. Dopo aver rinchiuso Markovskij nell'armadio, il papero mette i soldi in una valigia che nasconde in un luogo sicuro. In seguito, aspetta l'arrivo di Felipe, a cui propone un accordo: sarà lui, il più grande giocatore al mondo, e non Markovskij, a scommettere il denaro dell'Organizzazione, guadagnando più di 100 milioni. Felipe chiama subito il misterioso capo dell'Organizzazione, che accetta la proposta di "Hook": vuole però che questi gli restituisca il denaro. DoubleDuck deve incontrarlo personalmente all'una sul molo ovest dell'isola. Quando DD lascia la stanza, Felipe licenzia Markovskij, che decide di vendicarsi. Quella notte, tuttavia, la tempesta raggiunge l'isola. Quando DD commenta che il capo non potrà attraccare, Lady L gli spiega che probabilmente non è nemmeno partito. Inoltre rivela il fatto che lei sapeva della tempesta e che è stata lei ad interrompere le comunicazioni con l'Agenzia: oltre al fatto che vuole impossessarsi dei trenta milioni, è convinta che il direttore l'abbia umiliata affidando la missione a DD, un principiante, e non a lei. DD la colpisce con la valigia e scappa, cadendo però in mare. In seguito Lady L si dirige verso il casinò con la valigia. Carver, che è giunto sull'isola perché quella avrebbe dovuto essere la sua missione, salva DD per poterlo uccidere personalmente. Per salvarsi, DoubleDuck rivela a Carver che il denaro non è in possesso di Lady L, la cui valigia è piena di carta straccia: DD intendeva solo incastrare il capo del cartello criminale, facendogli rivelare i suoi scopi. DD propone quindi i trenta milioni a Carver, che però ha un'altra idea molto minacciosa: uccidere il papero agente segreto e tenersi i soldi.

### Episodio 4 (2870)
DoubleDuck ferma Carver chiudendo la valigia e dicendo che la serratura a combinazione esploderebbe se venisse forzata. Il mercenario è convinto che il papero stia bluffando, ma non è pronto a scommetterci 30 milioni di dollari. Decidono quindi che Carver terrà la valigia e che il mattino seguente, quando sarà al sicuro, DoubleDuck gli farà sapere la combinazione. Mentre Carver si allontana, DD recupera la microcamera nascosta che doveva servirgli per filmare il capo dell'Organizzazione, ma che adesso può essergli utile per un altro scopo: mostra infatti il video senza audio del confronto con Lady L a Felipe per convincerlo di essere stato rapinato. Felipe si mette quindi sulle tracce di Lady L, mentre Markovskij raggiunge DD, che però riesce a convincerlo che Felipe è fuggito con i soldi. Il baro gli crede e, dopo aver recuperato gli occhiali con il computer, si allontana. Per risolvere il problema rappresentato da Markovskij, DD rivela al proprietario del casinò come ha fatto il giorno prima a vincere 30 milioni. Poco dopo riceve una telefonata da Carver, al quale dice che la combinazione è scritta su un biglietto che avrebbe trovato nella palestra dell'albergo. Quando ha recuperato la combinazione (000), Carver viene raggiunto da DD che fingendosi un agente di sicurezza lo rinchiude in una "stanza di decontaminazione", in realtà il locale caldaie. Convinto di aver risolto tutti i suoi problemi, DD viene raggiunto dalla corrotta agente Lady L, poi da Felipe, da Markovskij e infine il capo della sicurezza, che vuole arrestare il baro. Quando Markovskij cerca di difendersi dicendo che gli occhiali sono di Hook, tutti capiscono che il papero, nel frattempo fuggito con il denaro, li ha fregati. Malgrado sia inseguito da tutti, DD raggiunge le piste per le corse clandestine e libera gli animali, che fanno fuggire gli inseguitori. In seguito, DD chiama la polizia affinché arrivi sull'isola. Mentre i poliziotti arrestano il proprietario dell'isola, giunge un elicottero che DoubleDuck pensa sia dell'Agenzia. Ne scende un misterioso individuo che si congratula con lui. DD fa però notare che in realtà la missione è fallita: malgrado abbia impedito che cento milioni di dollari entrassero in possesso dell'Organizzazione, non ha scoperto né chi sia il capo, né a cosa servisse il denaro, ma in ogni caso ha impeto che l'Organizzazione realizzasse il suo piano. L'interlocutore si dichiarò d'accordo con DoubleDuck e poi lo spinge subdolamente giù dalla scogliera. A questo punto si interrompono i ricordi di DoubleDuck. Head H spiega all'agente cosa successe dopo: fu tratto in sano e salvo da un peschereccio e recuperato dall'Agenzia. Colui che lo ha spinto non è altri che il Capo dei Capi dell'Organizzazione: lo shock non permette a Paperino di ricordarne il volto che è rimasto avvolto nella nebbia. Solo DD lo ha visto in faccia e potrebbe capire chi sia realmente. Riuscì a raggiungere l'isola prima dell'Agenzia grazie a un pezzo grosso dell'Agenzia che lavora per l'Organizzazione e che in seguito avrebbe tentato di toglierlo di mezzo. Dopo essere tornati nell'ufficio del direttore, Head H e Gizmo spiegano a DD che il volto prima o poi potrà riapparire nella sua memoria, ma che se decide di sottoporsi al Total Reset Button lo dimenticherà per sempre. Anche se una parte di lui vorrebbe abbandonare lo spionaggio, DoubleDuck alla fine decide di non sottoporsi al TRB e di continuare a lavorare per l'Agenzia.

## Chi ha incastrato DoubleDuck?(2871)
All'interno di una base spaziale in Arizona B Berry richiede l'intervento di Kay K poiché qualcuno si è intrufolato nel centro ed è riuscito a rubare un microchip estremamente segreto. Tempo dopo Paperino viene tratto in arresto direttamente da casa sua sotto l'accusa di aver rubato un celebre quadro di Van Coq (la versione Disney del notissimo pittore Van Gogh), conservato nel museo cittadino di Amsterdam. Paperino viene cortesemente introdotto in una vettura della polizia, ma alla guida si trova Kay K che lo aiuta a fuggire dalla morsa della giustizia. Poco dopo su un velivolo privato dell'Agenzia Kay spiega di volersi recare nella capitale olandese per trovare delle prove per scagionare DoubleDuck. Arrivato ad Amsterdam, DD scopre che è stata proprio la sua collega a incastrarlo. Infatti trova il quadro rubato e dei guanti in grado di riprodurre fedelmente le impronte digitali di una persona. Dentro la cornice del dipinto, recupera un misterioso microchip. Insospettito, ma determinato a conoscere la verità, decide di mettere alle strette Kay K affinché gli riveli ogni cosa. Kay spiega che il microchip era stato sottratto mesi prima da un laboratorio in Arizona. Lei aveva scoperto sin da subito l'identità del vero autore del furto; era stato il celebre ladro gentiluomo Abel Konnery: suo padre. L'Agenzia però non è a conoscenza di questa sua parentela compromettente e, per non doverla rivelare neanche questa volta, aveva ideato tutta una messa in scena per potersi recare direttamente ad Amsterdam e poter arrestare così suo padre. Per aiutare la sua amica, DoubleDuck finge di presentarsi al museo civico di Amsterdam con l'intenzione di voler restituire il dipinto al direttore del museo, che è proprio Abel Konnery. I due uomini dell'Agenzia riescono così ad arrestare il ladro e a consegnarlo alla giustizia, ma nelle ultime tavole della storia si scopre che è già riuscito a evadere, pronto ad architettare un altro piano criminale.

## L'uovo di Rio(2878)
DoubleDuck e Kay K vengono convocati d'urgenza alla sede dell'Agenzia dove Head H spiega loro che l'Organizzazione si è impossessata di un sofisticato congegno tecnologico e lo ha nascosto in alcune enormi uova di legno prodotte da un eccentrico artista al fine di riuscire a portarle fuori dal paese. I due agenti prendono immediatamente il primo volo per Rio de Janeiro dove il maestro esporrà in Praça Floriano (celebre piazza cittadina). DD e KK scoprono che il collaboratore dell'artista, che ha aiutato l'Organizzazione ad architettare il trasporto ora vuole tirare sul prezzo, i due sfruttando quest'informazione riescono a sabotare il congegno sventando così il pericolo che l'Organizzazione lo utilizzi come un'arma micidiale.

## Delirio su tela(2882)
Head H convoca DoubleDuck all'Agenzia per impartirgli gli ordini della sua nuova missione. Dovrà recarsi a Roma e impadronirsi di una microcamera nascosta all'interno di un prezioso quadro che Spyros Ananassis, un noto miliardario ha esposto nel suo studio privato. La microcamera ha registrato l'incontro che il plutocrate ha avuto con un alto vertice dell'Organizzazione. Una volta giunto a Roma, DD ottiene l'appoggio del giovane agente locale dell'Agenzia: T Titan. I due si fingono operai della rete telefonica e riescono a introdursi nella villa di Spyros, ma non riescono ad avvicinarsi al quadro perché è stato macchiato e urgentemente è stato portato da un abile restauratore affinché riesca a salvare il dipinto. La notte i due uomini dell'Agenzia decidono di introdursi nella bottega dell'artigiano, ma hanno una brutta sorpresa: il restauratore è stato legato e qualcuno ha già rubato il quadro. Si mettono sulle tracce dei ladri e scoprono che erano dei trafficanti di opere d'arte che d'accordo con la cameriera della villa avevano imbrattato il dipinto con un colorante innocuo cosicché venisse portato a restaurare e fosse più semplice appropriarsene. In quel mentre arriva anche Spyros con i suoi uomini della sicurezza, ma DoubleDuck e il suo compagno riescono a sgominare tutti quanti e ad impossessarsi della microcamera. La missione è conclusa e DD ritorna a Paperopoli, dove analizzando i filmati si scopre l'identità dell'altro membro dell'Organizzazione: Burton Ramirez.

## Il trionfo dell'amore(2886)
Il conte Paolino Guanza di Piuma con la sua fidanzata sono a Berlino a visitare l'Altes Museum, in particolare Il trionfo dell'amore del grande Scaravaggio. I due sono in realtà DoubleDuck e Kay K in incognito, che devono indagare sul motivo per il quale la spietata Organizzazione sembra tanto interessata al dipinto. Durante la permanenza nella capitale tedesca DoubleDuck viene contatto da Ramiro Burton. Senza dire niente a Kay K, Paperino si presenta all'incontro. Ramiro racconta all'agente segreto che l'Organizzazione è interessata a un'inestimabile formula segreta nascosta in un codice cromatico all'interno del pregevole dipinto. DoubleDuck si offre di collaborare e di eliminare Kay K, ignaro che proprio in quel momento la sua collega lo sta spiando. Il dipinto viene imballato e spedito all'estero per essere esposto ad una mostra internazionale. DoubleDuck e Kay K essendosi spacciati per facoltosi collezionisti d'arte e potenziali clienti della ditta di trasporti, salgono sul piccolo aereo privato che trasporta il dipinto. In volo DoubleDuck rilascia un gas soporifero, ma Kay K, diffidando del compagno si lancia col paracadute dall'aereo portando con sé il dipinto. Anche DoubleDuck si lancia, ma senza paracadute. Viene afferrato al volo dalla sua amica e durante la discesa le spiega che era stato il Grande Capo in persona a volere che lui stringesse accordi con l'Organizzazione. Arrivati a terra vengono attaccati dagli agenti nemici, ma vengono salvati dal loro collega 8-Otto. A missione conclusa l'Agenzia scopre che non esiste nessun codice cromatico all'interno del dipinto. È Doubleduck stesso a sciogliere il mistero, ricordandosi che gli uomini dell'Organizzazione sembravano più interessati alla custodia piuttosto che al quadro. Proprio all'interno del polistirolo espanso Paperino trova la Kommand Key, la chiave della rete informatica nemica che serviva a Ramiro Burton ad assumere il controllo dell'Organizzazione. Tutto è finito bene tranne che Paperino teme la reazione della fidanzata quando vedrà sui giornali paperopolesi la foto del conte in bella compagnia, in quale preferisce meglio di restare nell'Agenzia, invece di andare a casa sua.

## Agente Zero

### Episodio 1 (2919) -Nemico pubblico
DoubleDuck viene accusato di aver distrutto una base segreta dell'Agenzia nel mare del Nord e di aver rubato i segreti che vi erano custoditi. DD si ritrova ad essere inseguito prima dai suoi colleghi e poi dall'Organizzazione, mentre cerca di mettere in salvo Paperina.

### Episodio 2 (2920) -Il segreto di Kay K
Messo alle strette, DoubleDuck si rivolge alla sua collega Kay K. Quest'ultima ha scoperto chi è il vero agente che ha assaltato la base: Axel Alpha, alias l'Agente Zero, nonché suo ex-fidanzato, ed ex-numero uno dell'Agenzia. I due agenti segreti capiscono che c'è un gioco di potere per impossessarsi dei segreti trafugati dalla base del mari del Nord. L'Agenzia ne vuole ritornare in possesso, l'Organizzazione vuole conoscere i punti deboli dei suoi nemici e il Barone Carl Kriegmann che cerca di emergere come terze potenza di spionaggio. I due eroi viaggiano verso San Francisco, per raggiungere la Transamerican Pyramid, dove al 48º piano ci sono gli uffici del Barone. Il piano dei due eroi è molto semplice: agiteranno le acque in modo che l'agente zero debba intervenire, per poi arrestarlo e provare l'innocenza di DD. Con un po' di difficoltà, DD, spacciandosi per Axel Alpha, raggiunge gli uffici del Barone, con cui parla per webcam, invitandolo a partecipare ad un'asta con l'Agenzia e l'Organizzazione dove metterà in vendita l'archivio segreto trafugato. Il Barone, non volendo gareggiare senza aver la certezza di vincere, offre immediatamente 100 milioni di dollari per i segreti, ma DoubleDuck non accetta. Il Barone lo invita a riflettere e gli chiede di andare fra tre ore ad un ristorante cinese. A pranzo, proprio mentre si sta concludendo l'accordo, irrompe Paperina, che ha seguito il fidanzato nel bagagliaio dell'auto, convinta che la tradisse con Kay. A questo punto DoubleDuck si ritrova smascherato e, messo alle strette, lui e Kay K aprono il fuoco sugli uomini del Barone. Stanno per fuggire, ma Paperina viene fatta prigioniera: DoubleDuck e Kay si devono arrendere. A questo punto vi è un improvviso colpo di scena: DoubleDuck si toglie una maschera e rivela la sua vera identità. È Axel Alpha. Gli uomini del barone vogliono catturarlo, ma Axel svela che i segreti dell'Agenzia sono conservati in una memoria informatica innescata nella sua corteccia cerebrale, e se non vogliono che li cancelli devono lasciarlo libero.

### Episodio 3 (2921) -Progetto Hazard
Tre giorni dopo nella foresta tropicale del Belize, Gizmo, l'uomo dell'Agenzia, Mosley, l'uomo dell'Organizzazione, Axel Alpha e il Barone si ritrovano nel castello di quest'ultimo per l'asta. Kay K e Paperina, intanto, sono rinchiuse nelle celle sotterranee del castello. Mentre comincia l'asta, le due papere cercano di liberarsi. Nel frattempo, il Barone vince l'asta e 750 milioni di dollari sono versati nel conto bancario di Axel Alpha, mentre lui dà i segreti dell'Agenzia al Barone. Avendo vinto, il Barone vuole liberarsi di tutti suoi scomodi ospiti dandoli in pasto ai coccodrilli. Mentre le guardie conducono via i prigionieri, vengono intercettati da Kay e Paperina e liberati. A questo punto Axel Alpha rivela di essere DoubleDuck e spiega tutto il cervellotico il piano del capo per distruggere il Barone: infatti i dati acquistati dal Barone contengono un virus. Mentre i nostri eroi scappano, il Barone si accorge dell'imbroglio e comincia ad inseguirli su un motoscafo, ma grazie a Paperina, riescono a seminarli. Sull'aereo dell'Agenzia, Paperino convince Paperina ad ascoltare un po' di musica, ma in realtà il dispositivo è una macchina TRB, che le cancella la memoria dell'accaduto. Mentre volano, DoubleDuck si scusa con Kay per averla ferita nei sentimenti. Lei capisce che ha dovuto fare il suo dovere, gli chiedo però di portare Paperina a fare la vacanza che lei aveva sognato. Così si chiude effettivamente la storia. Rimane però in tutto questo un punto interrogativo: ci sarà mai un ritorno in scena dell'agente Axel Alpha in persona?

## Il convitato di gesso(2924)
Dopo aver litigato con Paperina, stufa perché non fanno niente di interessante, Paperino viene convocato dall'Agenzia che vuole concedergli un week-end di tutto riposo a Milano, per rilassarsi dopo le passate avventure. Paperino ne approfitta per farsi perdonare da Paperina invitandola a visitare la città italiana. Mentre alloggiano al lussuoso albergo, Paperino riceve però una chiamata da Head H per un piccolo cambio di programma: c'è bisogno che DoubleDuck si occupi di organizzare la sicurezza per lo stilista Gian Gualdrappo della Cinciallegra che ha la fissa che qualcuno rubi le sue creazioni. Nei panni di DoubleDuck, il papero illustra quindi allo stilista i vari sistema di sicurezza da installare in modo da tranquillizzarlo. Tornato all'albergo scopre che Paperina ha usato la carta credito fornita dall'Agenzia (di cui era ignaro) per fare shopping venendo ripreso da Head H poiché oltre a servire solo per le emergenze potrebbe anche far rilevare la sua posizione all'Organizzazione. La papera vorrebbe assistere alla prima di una celebre opera, ma i biglietti sono introvabili e Paperino riesce soltanto a procurarsi quelli per le prove generali grazie a Gian Gualdrappo. Durante le prove il Maestro Badaboing (parodia del reale Maestro Barenboim) vorrebbe accogliere dentro la sua orchestra Paperino (perché gli piace che emette la sua testa quando colpita), ma l'attenzione del papero è rivolta tutta ad uno spettatore seduto in platea che riconosce come il Capo dei Capi dell'Organizzazione (quello incontrato per la prima volta quando lo aveva spinto giù dalla scogliera nella sua prima missione di tre giorni). DoubleDuck è insospettito dalla sua presenza e decide di entrare nell'orchestra del Maestro per scoprire la causa della presenza del suo avversario a Milano e inoltre per poter far godere a Paperina la visione dell'esclusivo spettacolo. Durante la rappresentazione dell'opera viene portato sul palco il Convitato di Gesso, un'enorme statua fatta appunto di quel materiale. DD si accorge che in realtà è fatta d'oro, o meglio oro artificiale. L'agente intuisce che se venisse immesso sul mercato una quantità tale d'oro verrebbero stravolte tutte le quotazioni del prezioso metallo. L'Organizzazione vuole il disastro economico. Essendo stato scoperto, lo spietato Capo dei Capi rincorre DoubleDuck in un inseguimento rocambolesco per le vie trafficate di Milano, che si conclude in una folle corsa di tram. Il Capo dei Capi viene infine arrestato dalla polizia milanese e Paperino deve dare alcune spiegazioni a Paperina che aveva abbandonato a teatro. Non volendo più ingannarla le confessa tutta la verità sulla sua doppia vita, ma Paperina non gli crede e pensa che sia semplicemente andato allo stadio a vedere la partita. Paperino le chiede come reagirebbe se fosse davvero un agente segreto e Paperina risponde che lo preferisce così com'è. Mentre tornano a casa Paperino viene a sapere dell'arresto del famigerato Capo dei Capi e delle conseguenze del loro inseguimento che paradossalmente ha provocato un blocco delle auto che permette finalmente ai cittadini di muoversi nel traffico.

## La macchina delle nuvole

### Episodio 1 (2936)
Gizmo e Head H convocano l'agente DoubleDuck per inviarlo in una nuova pericolosa missione. I due strateghi dell'Agenzia sono seriamente preoccupati dal livello di attività che l'Organizzazione ha raggiunto in questo periodo. Sembra che abbiano messo a punto un temibile cannone elettromagnetico che verrà assemblato in quattro fasi diverse. I primi componenti verranno prodotti da una fabbrica tedesca situata nella Foresta Nera. Proprio da qui comincia l'avventura di DD. Per riuscire ad introdursi nell'industria il papero segreto si intrufola ad una festa organizzata in un castello confinante, spacciandosi per un cameriere. Qui viene subito individuato da Holly Lulamy una promettente giornalista che ha sempre desiderato riuscire ad ottenere un'intervista con una vera spia. La giovane papera, affascinata da DoubleDuck, non si scolla più da lui e lo segue anche quando, attraverso i sotterranei del castello, riesce a raggiungere la fabbrica. Intanto Gizmo avvisa il suo protetto avvertendolo che la sua presenza è già stata notata è un agente della Divisione è sulle sue tracce. DD scopre che stanno gli uomini dell'Organizzazione stanno per caricare il primo pezzo del cannone per trasportarlo verso una nuova destinazione. Su un sidecar d'epoca DoubleDuck e la sua inseparabile compagna, inseguono il camion. Destinazione Danimarca.

### Episodio 2 (2937)
Durante il viaggio DoubleDuck e Holly litigano. Lei capisce di essere solo d'intralcio all'agente e si separa da lui per permettergli di proseguire la missione. L'obiettivo di DD è una piramide di cristallo, ma mentre cerca informazioni sulla sua ubicazione viene catturato da un agente nemico e fatto prigioniero. Durante il suo scomodo soggiorno, il papero scopre che il cannone elettromagnetico è stato creato per alterare il clima mondiale. Gli agenti dell'Organizzazione decidono di liberarsi una volta per tutte di DD e lo gettano nel lago sperando che affoghi. Viene provvidenzialmente salvato proprio da Holly che lo aveva seguito. DoubleDuck viene contattato da Gizmo che gli comunica che sono riusciti a scoprire anche l'azienda che ha commissionato il cannone, ma non ne conoscono ancora gli scopi. La caccia continua, questa volta però in Svezia. Il ponte di Øresund (che collega Svezia e Danimarca) è stato chiuso sotto ordine dell'Organizzazione, perciò DD e la sua socia devono noleggiare un aeroplano per raggiungere lo stato scandinavo. Intanto l'agente della Divisione è sempre sulle tracce di DD.

### Episodio 3 (2938)
In Svezia DoubleDuck riesce a penetrare all'interno di una base dell'Organizzazione, dove si impossessa di una formula chimica che invia a Gizmo per farla analizzare. Si scoprono così i piani degli avversari. Il cannone elettromagnetico serve per sparare in aria una sostanza tossica che inacidirebbe le piogge. I raccolti andrebbero perduti tranne quelli ricavati dalle sementi O.G.M. prodotte dall'industria che ha commissionato il cannone. Holly e DoubleDuck vengono scoperti e nuovamente catturati dagli uomini dell'Organizzazione che decidono di tenerli prigionieri e portarli con sé in Finlandia, ultima tappa del viaggio dove avrà luogo un esperimento per valutare l'efficacia del cannone.

### Episodio 4 (2939)
Durante il viaggio a Capo Nord DD e Holly riescono a sconfiggere i membri nemici e sembra a concludere la missione, ma improvvisamente Holly punta una pistola alla schiena del suo compagno e si rivela la sua vera identità: la migliore agente della Divisione. L'alterego di Paperino riesce in maniera fortuita a disarmare e rendere inoffensiva la sua ex-alleata e poco dopo è raggiunto dai corpi speciali dell'Agenzia che arrestano tutti i nemici, Holly compresa. La missione è conclusa e DoubleDuck ottiene un periodo di licenza.

## Codice Olimpo

### Episodio 1 (2954)
Il Codice Olimpo, un misterioso apparecchio destinato all'ambasciata della Repubblica di Belgravia di Londra viene rubato da Gizmo dai laboratori dell'Agenzia. Jay J invia DoubleDuck e Kay K proprio nella capitale britannica per collaborare coi servizi segreti inglesi (MI-XX) e tentare di recuperare l'apparecchio rubato. Ai due viene affiancato il migliore agente d'oltremanica Daniel Sinclair. Per i servizi inglesi dietro al furto c'è l'Organizzazione decisa a colpire Belgravia durante lo svolgimento delle Olimpiadi. Tutti i possibili obiettivi sono messi sotto sorveglianza. Alla squadra composta da DD, Kay e Sinclair è affidato il villaggio olimpico, dov'è ospitata la squadra della Repubblica di Belgravia (lo stesso stato che prospera sul commercio d’armi e sul terrorismo ed è nemico del supereroe Pikappa nella prima serie dell'omonima saga).

### Episodio 2 (2955)
Paperino durante una pausa vede uno degli sportivi della piccola repubblica che viene avvicinato da due agenti dell'Organizzazione. Tempestivamente arriva anche Kay e i due inseguono l'atleta per ottenere informazioni. L'inseguimento però, si conclude in maniera drammatica: DoubleDuck e lo sportivo precipitano dal Tower Bridge, non riemergendo più dalle torbide acque del Tamigi.

### Episodio 3 (2956)
DD è sopravvissuto alla caduta e assieme all'atleta si è nascosto in un rifugio segreto dell'Agenzia. Kay, infatti, non si fida dei colleghi inglesi e vuole far loro credere che DoubleDuck sia spacciato per sempre. Lo sportivo rivela che il prof. Popotchka ha costruito una macchina in grado di alterare geneticamente gli individui dotandoli di capacità superumane. La trasformazione però, è instabile e dopo dodici ore regredisce, serve il Codice Olimpo per renderla irreversibile. Lo scopo reale di Belgravia non è vincere medaglie olimpiche, ma creare un supersoldato invincibile. Kay e DD si intrufolano negli spogliatoi di Belgravia, dove scoprono un laboratorio segreto. Tuttavia vengono scoperti e sono costretti alla fuga. In aiuto di Kay interviene Daniel Sinclair, che si rivela essere un traditore e doppiogiochista, difatti, cattura e prende in ostaggio la papera.

### Episodio 4 (2957)
DD segue la traccia della frequenza d'emergenza della sua collega e riesce a localizzarla. Sinclair e altri agenti inglesi traditori si trovano su un dirigibile e stanno sorvolando la capitale. Doubleduck attacca l'aerostato, ma il suo tentativo di liberare l'amica fallisce e anche lui è fatto prigioniero. I due vengono rinchiusi nella stiva del pallone dove trovano Gizmo, prigioniero del perfido Daniel Sinclair da due settimane. Era stato proprio Sinclair, travestito da Gizmo, a introdursi nei laboratori dell'Agenzia e sottrarre il Codice Olimpo per riconsegnarlo alla Repubblica di Belgravia. I tre uomini dell'Agenzia tentano di liberarsi, ma durante la lotta un colpo colpisce la macchina che alterava il codice genetico degli atleti. Vi è un'esplosione e il dirigibile precipita nel Tamigi. Una motovedetta della polizia, chiamata da DoubleDuck, arriva in loro aiuto arrestando i tre traditori. La missione è conclusa. Il Codice Olimpo è andato distrutto e Belgravia, almeno per ora, non potrà creare un esercito di supersoldati.

## Pole Position

### Episodio 1 (2962)
A Tangeri (Marocco) lo scienziato Miles Quaksley è in un bazar seduto ad un tavolo con Kay K. Il papero ha inventato un turboreattore biocombustibile a freddo, battezzato PERS. L'Agenzia è interessata alla nuova scoperta. Mentre i due stanno ponendo le basi per una possibile collaborazione arrivano i Solitari, gli spietati sicari dell'Organizzazione. Miles Quaksley approfitta della confusione per darsi alla fuga. Kay K, dopo aver sconfitto gli avversari scopre che il PERS era falso. Per un anno non si hanno più notizie né dello scienziato né della sua invenzione, finché Gizmo non riesce a trovare degli indizi, che lo portano a sospettare che Quaksley sia nascosto, sotto copertura, alla Duckson Races, la più vincente scuderia di F1 del momento. DoubleDuck e Kay K devono intrufolarsi nella scuderia spacciandosi per meccanici. Durante il Gran Premio di Montecarlo, Paperino aiuta Paperonso (la versione disneyana del celebre pilota Fernando Alonso) a vincere la corsa. Per festeggiare la vittoria il patron della scuderia organizza un party sul suo yacht privato e personalmente invita anche gli agenti DD e KK. Nel corso della festa Doubleduck intravede Paperonso che si allontana dal ponte principale e assieme alla sua collega lo segue, sperando di ottenere informazioni, ma appena entrano in una cabina si trovano a fronteggiare i Solitari dell'Organizzazione.

### Episodio 2 (2963)
I Solitari tengono sotto tiro anche il patron della Duckson Races, che è lo stesso Quaksley. Egli si era nascosto nella scuderia, utilizzando il PERS per vincere le gare, ma Paperonso aveva scoperto la sua vera identità e aveva venduto questa preziosa informazione all'Organizzazione. Inoltre secondo l'accordo il pilota dovrebbe perdere l'ultima gara della stagione, per far vincere una scuderia vicina all'Organizzazione. DD e KK vengono storditi e legati a una bomba, ma riescono a liberarsi prima che esploda. Il giorno del Gran Premio di Shanghai, ovvero l'ultima gara della stagione, Paperonso contatta i due agenti dell'Agenzia. Egli è pieno di rimorsi e capisce di non poter tradire i suoi compagni di squadra e rivela che il PERS verrà messo all'asta durante la corsa. Doubleduck e Kay K riescono a partecipare all'asta spacciandosi per dei compratori. I due vengono smascherati dai Solitari, ma riescono comunque ad impossessarsi del PERS e a liberare Quaksley. Fuggono dal tetto e poi si lanciano giù dall'edificio per sfuggire all'Organizzazione, DD cade proprio sulla monoposto di Paperonso. Riesce a inserirgli il PERS e questo permette al pilota di vincere la corsa e quindi anche il campionato. La storia si conclude a Parigi in un bar, dove ad un tavolo sono seduti Quaksley e una misteriosa papera bionda. Lo scienziato rivela che il PERS non era il prodigio tecnologico tanto declamato, ma funzionava solo pochi minuti. Il suo scopo era riuscire a turlupinare sia l'Agenzia che l'Organizzazione, vendendolo a cifre astronomiche. La papera si toglie la parrucca e rivela la sua identità: è Kay K, la quale arresta lo scienziato.

## Calcio d'inizio(2999)
DoubleDuck e Kay K vengono inviati a Londra con lo scopo di accompagnare una per persona durante il suo viaggio a Paperopoli, poiché Head H teme che l'Organizzazione possa rapirlo. Nella capitale britannica i due agenti segreti scoprono che lo scienziato è già stato sequestrato da due uomini armati, ma con un po' di fortuna riescono a liberarlo. Lo studioso rivela ai due protagonisti di aver sviluppato un'invenzione fenomenale capace di confondere i soggetti contro cui venga puntato, di modo che essi per una frazione di secondo non siano più in grado di controllare i propri movimenti. L'Organizzazione vuole sfruttare questa invenzione per truccare la finale di calcio che si svolgerà la sera stessa, di modo che gli allibratori possano guadagnare conoscendo già in anticipo il risultato. I tre si dirigono velocemente allo Stadio, ma lo scienziato rivela di essere complice degli agenti dell'Organizzazione, però quando comprende che i suoi soci non hanno mezze misure e sono persino disposti ad eliminare fisicamente DoubleDuck e Kay K, si redime e aiuta i due agenti a sventare la truffa, cosicché le due spie dell'Agenzia riescano a concludere la missione.

## Mnemon(3012)
Head H, l'attuale direttore dell'Agenzia sospetta che alcuni miliardari incensurati siano coinvolti in alcuni traffici sporchi con l'Organizzazione. DoubleDuck, Kay K e B Black vengono inviati in missione nel Principato di Monaco, dove tutti i sospettati hanno l'abitudine di soggiornare al Magnolia Resort, un prestigioso centro benessere. Kay K e B Black si fingono una giovane e ricca coppia in vacanza, mentre Paperino riesce a farsi assumere come facchino dell'albergo grazie a delle false credenziali. Sfruttando questa copertura, il papero cerca di scoprire cosa si cela nella stanza della Terapia Bioenergetica un esclusivo trattamento che soli gli ospiti più prestigiosi possono permettersi. L'Organizzazione però si insospettisce dello strano comportamento di DoubluDuck e cerca di tendergli una trappola per eliminarlo, ma in suo aiuto giunge B Black. Ormai i tre agenti sono sempre più convinti che il mistero di tutta la missione si celi dietro quella porta che a loro è interdetta. Essi riescono ad ascoltare i discorsi del direttore del centro benessere con Ken Okosawa, un uomo dell'Organizzazione e scoprono che i miliardari sono estranei a qualsiasi operazione criminale. Il trattamento benessere bioenergetico non è altro che una macchina in grado di innestare falsi ricordi nei soggetti. L'Organizzazione se ne serve per far credere ai miliardari di aver commesso azioni riprovevoli e questi, pur di non rendere la notizia di dominio pubblico, sono disposti a pagare cifre spropositare all'associazione criminale, che rinveste il denaro in traffici illeciti. I tre agenti dopo essere entrati in possesso di questa preziosa informazione, riescono a distruggere la macchina e a tornare a Paperopoli.

## Unknown(3019)
Il direttore dell'Agenzia, Head H, contatta i migliori agenti DoubleDuck e Kay K, per spiegare loro la nuova missione che dovranno portare a termine. Devono trovare la famosa hacker Irma Boots, misteriosamente scomparsa, che è sospettata di aver usato il suo talento per compiere alcuni recenti furti telematici ai danni di cinque colossi bancari. I due agenti si dirigono a Hong Kong, dove Irma è stata avvistata per l'ultima volta e prendono contatto con Billy Chung un hacker del gruppo internazionale Unknown, di cui anche la fuggitiva è membra. Il giovane cinese si dimostra subito disponibile ad aiutare quelli che lui credere essere dei semplici giornalisti, e li conduce in un locale del centro per raccogliere alcune informazioni, ma i tre vengono attaccati dalla vigilanza privata di una multinazionale cinese e sono costretti alla fuga. Insospettiti da questo attentato, i due agenti segreti si introducono nella sede della società cinese, dove incontrano proprio Irma Boots, che rivela di essersi infiltrata tra il personale della compagnia perché sospetta che alcuni suoi colleghi informatici siano stati rapiti dalla multinazionale per fini illeciti. Così quella sera i quattro compagni di squadra preparano un piano per fare irruzioni al porto di Hong Kong, dove secondo Irma sono confinati i suoi amici rapiti. A notte fonda sono pronti per entrare in azione, ma vengono scoperti da Ken Okosawa, un agente dell'Organizzazione che utilizza la multinazionale cinese come copertura. Okosawa intima loro di arrendersi, ma interviene in loro aiuto la polizia di Hong Kong, che DoubleDuck aveva precedentemente informato insospettito dal comportamento di Billy Chung, che infatti si rivela essere complice dell'Organizzazione. Grazie all'intervento delle forze dell'ordine gli ostaggi vengono liberati, la società cinese smantellata, Okosawa e complici arrestati e DoubleDuck coi suoi compagni possono fare rientro a Paperopoli per fare rapporto.

## Alla fine del mondo(3025)
Il capo del controspionaggio, il Generale Stone, contatta il suo vecchio amico Head H, l'attuale direttore dell'Agenzia, chiedendo il suo aiuto per rintracciare Joshua Kasiki, un genio dell'informatica che pochi giorni prima ha disertato rubando anche un supercomputer in grado di decrittare qualsiasi messaggio cifrato. L'agente DoubleDuck viene inviato a Ushuaia, capitale della Terra del Fuoco, dove il ricercato è stato visto per l'ultima volta. DD in collaborazione con C-Condo, l'agente locale dell'Agenzia, inizia a raccogliere informazioni riguardo al ricercato. Mentre le due spie stanno indagando vengono inaspettatamente attaccati: altre persone sono interessate a Joshua Kasiki e al supercomputer. Dopo alcune ricerche DoubleDuck e il suo socio riescono a stanare Kasiki, ma vengono nuovamente sorpresi dagli agenti segreti che rendono inoffensivo C-Condor e s'impadroniscono del supercomputer. La missione sembra essere fallita, quando Kasiki rivela che non è mai esistito alcun supercomputer. Era tutta una copertura creata dal controspionaggio per nascondere la verità: era lui, con le sue straordinarie capacità mentali, a essere in grado di decrittare qualsiasi messaggio cifrato. Lui è un vero e proprio computer vivente. Kasiki continua con le sue rivelazioni, spiegando di essere scappato perché aveva scoperto l'esistenza di un traditore altolocato all'interno della struttura stessa del controspionaggio. È lo stesso Generale Stone, il capo del controspionaggio, a confermare le accuse di Kasiki, uscendo dall'ombra e tenendo sotto tiro DoubleDuck e l'informatico, dichiarando di essere disposto a tutto pur di non farsi incriminare di tradimento. Nella precipitosa lotta che segue, il generale viene stordito da DoubleDuck e Kasiki sembra aver perso la vita. Rientrato a Paperopoli, DoubleDuck, fa rapporto al suo direttore: Il Generale dovrà essere processato dalla Corte Marziale, mentre Kasiki è morto eroicamente da combattente. La piccola bugia di DoubleDuck permetterà al genio dell'informatica di vivere per sempre libero da qualsiasi gioco di potere tra le lande sperdute della Patagonia.

## Regali di Natale

### Episodio 1 (3029)
L'agente Kay K si trova in missione a New York. Il suo obiettivo e quello di indagare su una rete di riciclaggio di denaro sporco che fa capo alla BFC KredietBank, un istituto di credito elvetico controllato dalla spietata Organizzazione. L'agente riesce a sostituirsi alla segretaria del presidente Hans Muller, ma viene ben presto scoperto da Ferec Rodna, uno dei capi dell'Organizzazione, coinvolto in prima persona nel riciclaggio del denaro sporco. Gli uomini dell'Organizzazione catturano Kay K e la portano nella villa di Rodna che si trova a Vaduz, la capitale del principato del Liechtenstein. Cinque giorni dopo a Paperopoli arriva Abel Konnery, il famoso ladro gentiluomo internazionale, nonché padre di Kay K. Egli si mette in contatto con DoubleDuck perché teme che sua figlia sia in pericolo: non si è presentata al loro appuntamento a Parigi e da giorni il suo telefono squilla inutilmente. DoubleDuck però non vede la collega da parecchio tempo la collega e perciò si reca alla sede dell'Agenzia per informarsi se sia impegnata in qualche missione personale. Head H, occupato in un'importante riunione con gli alti vertici della società, gli fa un sunto molto stringato di quanto sia successo alla papera e gli impedisce categoricamente di immischiarsi perché l'intera divisione europea è stata mobilitata per il suo ritrovamento. DoubleDuck, dopo essersi consultato con Abel, decide di fare diversamente e dopo aver promesso a Qui, Quo, Qua e Zio Paperone che sarà a casa per Natale, parte alla volta di Ginevra.

### Episodio 2 (3030)
Mentre sono in volo, Abel informa che la loro prima mossa sarà quella di prendere contatto con Josephine Lagardere, sua moglie nonché madre di Kay K. Ella è la vicepresidente alla BFC KredietBank e, d brava papera onesta, è sicuramente estranea ad ogni traffico illecito di denaro sporco. Tuttavia quando i due giungono a Ginevra alla sede della banca, scoprono che Josephine è stata accusata di numerosi reati e sta per essere condotta in questura dalla Polizia per essere sottoposta ad un interrogatorio. Abel è convinto dell'innocenza di sua moglie ed escogita un piano per riuscire a liberarla. Così il giorno dopo, approfittando del trasferimento della sospettata, i due paperi agiscono e riescono a far scappare Josephine. Lei li informa che dietro tutto questo intrigo c'è Ferec Rodna, uno dei capi dell'Organizzazione, che probabilmente ha anche ordito il complotto per incastrarla. Inoltre lei conosce l'indirizzo della villa di Rodna, dove presumibilmente è sequestrata Kay K, perciò i tre si recano a Vaduz per tentare di liberare la papera.

### Episodio 3 (3031)
Grazie all'intervento dei suoi alleati Kay K riesce finalmente a scappare. Dopo essersi allontanati da Vaduz, Kay K informa l'agente DoubleDuck di non esser stata in grado di scoprire molto riguardo ai traffici illeciti dell'Organizzazione, perché Hans Muller è molto abile a coprire le sue tracce, tuttavia ha scoperto dov'è localizzato il loro archivio centrale, di cui deve assolutamente entrare in possesso. Inoltre avvisa DoubleDuck che è molto probabile che all'interno dell'Agenzia ci sia una talpa, perché ogni sua mossa era nota al nemico sin dall'inizio della sua missione. Quella notte DoubleDuck e Kay K si intrufolano negli uffici di una società della banca per impossessarsi dell'archivio e grazie all'aiuto di Abel riescono anche a catturare gli alti dirigenti della BFC e a scoprire persino chi sia la talpa: C Control, il responsabile delle attività dell'Agenzia in Europa. Tuttavia Rodna riesce a fuggire. Grazie alle informazioni acquisite Josephine viene scagionata da ogni accusa e così gli agenti DoubleDuck e Kay K possono trascorrere il Natale con le rispettive famiglie. Alla fine della storia si scopre che l'intervento esterno di DoubleDuck era stato architettato a sua insaputa dal Grande Capo in persona che aveva bisogno che un agente fidato lavorasse per conto loro senza permesso cosicché potesse incastrare la talpa e liberare la grande eroina Kay K.

## Elemento 109(3035)
DoubleDuck si reca a Mosca per incontrare il contatto locale dell'Agenzia. Il suo compito è quello di prendere in consegna una valigia contenente barre di Meitnerio, l'elemento chimico 109 della tavola periodica, e portarla a Paperopoli. Tuttavia il contatto locale è stato scoperto dai servizi segreti dello stato del Mugykistan e DoubleDuck cade in trappola, ma in suo aiuto interviene Kay K. Quest'ultima non era stata assegnata alla missione, ma si è recata nella capitale russa per motivi personali: teme che suo padre sia prigioniero dei servizi segreti del Mugykistan. I due pedinano gli agenti Mugykistiani per cercare di scoprire il loro rifugio, ma vengono comunque catturati. La papera a capo delle spie avversarie, vuole utilizzarli per costringere Abel Konnery a rivelare dove ha nascosto le barre di Meitnerio. Il padre di Kay K infatti era stato assoldato dal Mugykistan per rubare alcuni brevetti industriali, ma quando aveva scoperto che tali materiali servivano per la realizzazione di una bomba atomica, aveva nascosto il temibile elemento 109 per consegnarlo alle autorità, ma sfortunatamente era stato catturato subito dopo. Vedendo sua figlia minacciata Abel è costretto a cedere e, assieme a DoubleDuck, guida alcuni agenti nemici nel luogo dove ha seppellito la valigia, ma grazie alle sue precauzioni riesce a mettere fuori combattimento i suoi avversari. I due paperi adesso hanno il compito di liberare Kay K, che, come garanzia, era rimasta in ostaggio dei suoi avversari. Le due parti organizzano uno scambio. Abel consegnerà loro il Meitnerio in cambio di sua figlia. Durante lo scambio, DoubleDuck grazie ad un ingegnoso trucco, riesce a recuperare anche le barre di Meitnerio cosicché gli avversari non possano sviluppare alcuna arma di distruzione di massa.

## L'ultimo giorno

### Episodio 1 (3084)
Paperino ha intenzione di trascorrere i giorni di Capodanno in assoluta tranquillità, approfittando della partenza di Qui, Quo, Qua e Paperina, ma, purtroppo, l'Agenzia ha ben altri interessi e lo contatta per affidargli una missione. Head H e il Grande Capo hanno scoperto che la Terra è scossa da continui mini-terremoti che vengono provocati artificialmente, sfruttando l'energia geomagnetica del nucleo interno del nostro pianeta. A svolgere tali operazioni è una setta di confratelli nota come gli Eletti. Il compito di DoubleDuck e Kay K è quello di trovare l'ubicazione della base degli Eletti, le cui ricerche rischiano di provocare un pericolosissimo disastro naturale. Contemporaneamente entrano in missione anche Gizmo e gli agenti B Black e B Berry per poter raccogliere il maggior numero di informazioni. Paperino e la sua compagna riescono a contattare un informatore, che tuttavia si rivela una falsa pista. Solo il Grande Capo e Head H riescono a proseguire nelle indagini e apprendono il vero obiettivo degli Eletti: provocare una catastrofe naturale per sterminare l'umanità. Soltanto gli Eletti stessi si salveranno e costruiranno una nuova civiltà umana più giusta ed equa.

### Episodio 2 (3084)
Durante la sua missione Gizmo viene catturato e condotto dal Professor Wessner, la guida degli Eletti, che gli propone di entrare nella fratellanza, ma il tecnico dell'Agenzia rifiuta categoricamente. Fortunatamente Gizmo aveva un segnalatore con sé e gli agenti DoubleDuck e Kay K riescono a seguirlo a distanza. Essi giungono in Alaska nella città di Anchorage, dove vengono contattati dall'agente locale F-Frost. Intanto gli Eletti hanno avviato il loro apocalittico progetto e si stanno rifugiando nei bunker sotterranei che hanno fatto preparare per l'occasione, ma gli agenti dell'Agenzia riescono a raggiungere la base in tempo e, dopo una breve colluttazione con il Professor Wessner che aveva deciso di sacrificarsi, bloccano l'operazione. I confratelli vengono arrestati, anche se alcuni riescono a sfuggire alla cattura e in futuro potrebbero tentare ancora il loro folle piano.

## Come un gioco(3114)
DoubleDuck e Kay K sono convocati da Head H per un'importante missione. Alcuni uomini senza scrupoli dell'Organizzazione sono stati intercettati a parlare di una valigetta scoperta in un parco che sembra contenere informazioni proprio su DoubleDuck ed il loro compito è recuperarla. Al parco, vedendolo troppo sicuro di sé, Kay commenta che ultimamente il papero sta prendendo troppo alla leggera il lavoro di spia. I due trovano la valigetta, ma si rivela essere tutta una trappola dell'Organizzazione per attirare allo scoperto DoubleDuck. Due uomini del gruppo criminale costringono il papero ad indossare un orologio che ha un sistema che si collega direttamente al sistema nervoso di chi lo indossa scaricando le informazioni che possiede in un computer remoto. Come DoubleDuck scopre sulle sue piume, se si prova a toglierlo si prende una scossa. Kay approfitta di un attimo di distrazione dei due agenti per attaccarli e scappare con DoubleDuck. Purtroppo Kay gli spiega che l'Agenzia invece di aiutarlo potrebbe decide di chiudergli il becco per sempre per paura che l'Organizzazione scopre i loro segreti. Perciò l'unica cosa da fare è trovare chi ha inventato quell'orologio. Si recano così da Charlie, un conoscente di Kay (che però conosce col nome di Julia) che è un esperto di elettronica. L'orologio si scopre essere stato fatto a Tokyo dalla ditta Tecnoko. Per andare in Giappone, Kay inventa una scusa con Head H in modo da poter usare un jet dell'Agenzia. Mentre sono in viaggio DoubleDuck constata che la collega aveva ragione e la sua avventatezza l'ha ora messo in pericolo; Kay cerca quindi di consolarlo. Arrivati a Tokyo (con il download dei dati all'80%), DoubleDuck decide di andare da solo per non mettere Kay in pericolo e raggiunge il piano superiore della Tecnoko. Lì incontra il capo dell'azienda, Hiroshi Yut Aka, spiegandogli che c'è un criminale tra i suoi dipendenti che ha creato una versione modificata del loro orologio. Viene quindi chiamato il nuovo direttore del dipartimento apposito che si scopre essere Charlie; lui e Hiroshi sono in combutta e DoubleDuck viene addormentato con un sonnifero. Si risveglia nel livello sotterraneo dell'edificio dove i due criminali controllano l'andamento dei dati ormai scaricati al 92%. Charlie racconta come tempo prima Hiroshi l'aveva licenziato per spionaggio industriale e, tornato a Paperopoli, era stato contattato dall'Organizzazione che gli aveva commissionato il "lavoro". Tuttavia, vedendo le potenzialità della sua invenzione, aveva indirizzato DoubleDuck dal suo ex-capo (contattandolo e poi nascondendosi nel loro jet) per farsi riassumere mostrandogli le potenzialità del suo lavoro. I due progettano di usare quella tecnologia per i loro scopi, anche a scapito della stessa Organizzazione. Come DoubleDuck fa subito notare, anche quest'ultima parte ora farà parte dei dati scaricati negli archivi del gruppo criminale che sicuramente si vendicherà. Hiroshi tenta allora di sparargli per fermare il download, ma interviene Kay K che costringe Charlie a rivelare come disattivare l'orologio. Usando una pistola congelante, l'orologio viene congelato ed il download fallisce mentre Charlie ed Hiroshi vengono arrestati da Kay. Nel volo di ritorno, la ragazza spiega di aver visto Charlie alla Tecnoko e si era infiltrata per poi ascoltare la conversazione grazie ai trasmettitori che collegavano lei e DD. Kay racconta anche che lei, con la falsa identità di Julia, e Charlie erano stati fidanzati per breve tempo, ma lui non si fidava ed aveva ragione dato che lo stava manipolando. Grazie alla sua amicizia con Paperino, ora però la ragazza si sente una persona migliore. Dopo aver raccontato a Head H di aver sventato una trappola senza scendere nei dettagli, Paperino si reca a Quack Town da Nonna Papera per leggere i vecchi fumetti che disegnava immaginandosi in varie vesti pensando che, mentre nella vita reale tutto è molto più serio e pericoloso, è bello rifugiarsi in vecchi sogni dove tutto è un gioco.

## Supersoldier(3408)
L'azienda Robotek, specializzata in ingegneria robotica, subisce il furto del prototipo di un avanzato esoscheletro del valore di seicento milioni di dollari, progettato dal professor Hoffman. DoubleDuck e Kay K vengono incaricati di investigare e volano a San Francisco per seguire le tracce di Frank Martinez, uno studente di ingegneria. Il giovane, infatti, è stato ripreso dai satelliti dell'Agenzia mentre assisteva a un'esercitazione dell'esoscheletro rubato insieme a un'altra persona non identificata. Appurata l'assenza di legami tra Martinez e il furto, i due agenti stanno per gettare la spugna, quando Head H li informa che Gizmo è riuscito a scoprire l'identità della seconda persona che osservava il collaudo: il giornalista Bob Duckstein. DoubleDuck e Kay K si recano nella sua abitazione e la trovano a soqquadro. Seguendone i movimenti bancari, scoprono che il giornalista aveva noleggiato una jeep per visitare il deserto di Hot Stone. Ritrovando nel deserto la vettura abbandonata, riescono infine a raggiungere un vecchio laboratorio isolato che si rivela essere il covo degli autori del crimine. Si tratta di un gruppo di militari capeggiati proprio da Hoffman, che aveva inscenato il furto dell'esoscheletro allo scopo di realizzare un supersoldato per fini bellici. Gli agenti vengono rinchiusi in una cella, dove trovano Bob Duckstein e apprendono da lui la dinamica degli eventi: il giornalista era stato catturato indagando sul furto insieme a Frank Martinez. Grazie a un gadget di Gizmo, che fonde il metallo della porta blindata della cella, riescono tutti a fuggire. Barricati un'ultima volta, superano i nemici con l'aiuto di DoubleDuck, che indossa l'esoscheletro e incrementa le proprie capacità fisiche. Fuori dal laboratorio, vengono raggiunti da altri agenti, da tempo sulle tracce di quei criminali, che arrestano il professor Hoffman e i militari.

## Doppio gioco scientifico(3422)
Lo scienziato Albert Quacketov viene rapito e l'Agenzia riceve una richiesta di protezione da parte di un suo collega, Fred Duckington. DoubleDuck e Kay K tornano quindi nello stato del Mugykistan per incontrare il professore, ma sul luogo dell'appuntamento scoprono che si trattava di una trappola ordita dalla stessa banda di criminali con cui avevano già avuto a che fare in quella nazione. DoubleDuck viene fatto prigioniero, mentre Kay K riesce a fuggire e raggiungere il covo dei malviventi grazie a degli occhiali satellitari creati da Gizmo e a un travestimento. L'agente libera tutti i prigionieri, uno dei quali si rivelerà una spia della banda, imprigionata insieme a Quacketov per estorcergli informazioni, e grazie agli occhiali speciali l'infiltrato viene scoperto. DoubleDuck e Kay K fanno infine ritorno a casa, non prima di aver lasciato i file che incriminano Duckington e la banda all'autista di un furgone che li aveva scortati, il quale si occuperà di denunciarli.

## Timecrime

### Episodio 1 (3153)
Nell'appartamento di Arianna Adelaide Konnery si infiltra uno strano ladro. Kay K lo scopre e cerca di acciuffarlo, ma il criminale fugge sul tetto, dove viene raggiunto da Lyla Lay. Durante lo scontro, Lyla perde i sensi e viene portata da Kay K all'Agenzia. Gizmo capisce che si tratta di un androide e convoca Paperino. All'improvviso si presenta Pikappa che cerca di liberare Lyla, ma, inseguito dagli agenti dell'Agenzia, riesce a fuggire insieme a Paperino. Pikappa rivela di provenire dal XX secolo (durante negli eventi della prima serie) e di essere sulle tracce dell'Agente T32, un tempoliziotto corrotto e doppiogiochista, T32 altri non è che lo stesso criminale che si era presentato a casa di Kay K. Intanto l'Agenzia decide di trovare Pikappa, credendolo un nemico, ma Kay K lo sa che Paperino sa più di quel che dice: ha visto, nelle registrazioni delle telecamere di sicurezza, che DoubleDuck e Pikappa parlavano con fare complice (inoltre Paperino e Paperinik sono evidentemente amici). Paperino le spiega tutto senza però rivelare la propria identità, così Kay decide di fidarsi e aiutarli a trovare T32. Intanto il Tempoliziotto, deciso a entrare nell'Agenzia per liberare Lyla in modo da usarla e così tornare nella propria epoca, incontra lo spietato agente Axel Alpha (noto come l'Agente Zero), gli racconta di venire dal futuro, gli mostra la cronovela (con la quale può spostarsi solo nello spazio, dato che è stata danneggiata) e decide di allearsi con lui. Così pianificano di sottrarre Lyla durante il trasporto dall'Agenzia a una struttura segreta. Anche Pikappa e DoubleDuck decidono di approfittare del trasporto per liberare la povera Lyla, ma Axel Alpha e T32 riescono a fermarli e rapire l'androide per portarla alla Repubblica di Belgravia. Pikappa, DoubleDuck e Kay K non possono far altro che seguirli.

### Episodio 2 (3154)
Nel secondo episodio, Pikappa, DoubleDuck e Kay K entrano a Belgravia come diplomatici di Brutopia. Seguendo il segnale di Lyla, scoprono che si trova in un laboratorio, chiamato Horizon Limited. Lì dentro, decine di scienziati la stanno analizzando, e riparando la cronovela di T32 tramite il tetragonium (già apparso in PKNA 0/2). T32 ha intenzione di ripartire il prima possibile per il XXIII secolo, ma Axel Alpha gli racconta che nessuno conosce i piani segreti di Belgravia e lui ha grandi ambizioni: catturare i capi dell'Organizzazione e della Divisione, i "grandi gruppi" che combattono l'Agenzia. Grazie alla cronovela (ancora danneggiata) li prendono quasi tutti e li consegnano all'Agenzia, facendosi volutamente riconoscere dalle telecamere: è una dimostrazione di potenza. Intanto PK, DoubleDuck e Kay s'intrufolano nel laboratorio e trovano Lyla, che in quel momento si sveglia. Ma l'Agente Zero li aveva già scoperti: T32 getta Pikappa tra le turbine, e tocca a DoubleDuck usare l'Extransformer. Salva il suo "sé dal passato", mentre Kay disarma Axel, e Lyla invece T32. Sembra tutto finito, e a quel punto Kay dà a Lyla la card nascosta dal droide nel suo appartamento: si tratta di un elenco coi codici di tutti gli agenti della Tempolizia, che lui aveva lasciato nella cassaforte di Abel Konnery, perché è un suo avo: infatti il vero nome di T32 è John Konnery, e Kay è una sua antenata. Ma in quel momento Axel riprende la sua arma e la cronovela, ordinando a PK di lasciare lo scudo. Lui lo fa, attivando il sistema 87bis dell'Extransformer che emette un raggio abbagliante come diversivo: l'effetto collaterale, però, è che teletrasporta lo scudo nel passato e in un altro luogo. Kay ne approfitta, ma Axel e T32 fuggono in un laboratorio, dove fanno riparare la cronovela. Lyla cerca di arrestarli, ma loro scappano nel futuro. Non sapendo dove possano essere andati, Lyla porta PK, DoubleDuck e Kay K a Paperopoli. La storia ha tre epiloghi (come Potere e potenza ne aveva due): nel primo, l'Agente Zero e T32 fondano l'Organizzazione, ispirandosi al nome dell'Organizzazione contro cui combatte l'Agenzia (fu un caso il fatto che quest'ultima avesse lo stesso nome di quella apparsa su PKNA, un caso di cui Artibani approfitta). Nel secondo, PK e Lyla tornano nel loro tempo, la fine del ventesimo secolo. Notare che Pikappa dovrebbe dimenticare quest'avventura, ma nulla lo fa capire. Nel terzo invece, l'Agenzia, da poco fondata, trova l'Extransformer che è finito in questo tempo a causa dell'87bis, e lo porta via. Questo avviene in un passato ancor più lontano (si consideri che Paperinik è stato creato da Giovan Battista Carpi ed Elisa Penna nel 1969), mentre Paperino sta prendendo possesso di Villa Rosa, rifugio di Fantomius, insieme a Qui, Quo e Qua in Paperinik il diabolico vendicatore. Questo epilogo mostra le versioni più giovani di Jay J (futuro 3° direttore dell'Agenzia), Head H (il futuro 4°) e Gizmo e, poiché quando DoubleDuck entrò nell'Agenzia il capo era Hecs X, il 1° direttore (vedi Una missione lunga tre giorni, Topolino 2867), si deduce che è a Hecs che i tre rispondano.

## DoubleDuck: Agents of the Agency

### Time out per Kay-K(3166)
In una discoteca di Berlino, Kay K apprende da un informatore che fra dieci minuti l'Organizzazione attiverà un congegno ipnotico posto sulla torre della televisione per fare il lavaggio del cervello a tutta la città. Sempre in contatto radio con Head-H, Kay raggiunge in moto la torre. La segue, dalla discoteca, Karl, un ragazzo deciso a chiederle un appuntamento. Sul luogo del crimine, Kay ha la meglio sui tre agenti dell'Organizzazione; l'ultimo riesce a puntarle contro la pistola, ma, distratto dall'arrivo improvviso di Karl, è anche lui messo a terra. La bella agente disattiva il congegno appena in tempo e ripaga Karl del suo intervento con un bacio.

### Chiamata per B-Black(3167)
B Black è in missione a Parigi, sulle tracce di due ladri di documenti. Mentre è impegnato in uno spericolato inseguimento automobilistico, riceve una chiamata al cellulare dalla fidanzata, che ignora la sua attività di agente segreto. B Black è costretto, contemporaneamente, a guidare, a battersi, e a conversare con la ragazza, facendole credere di essere a una riunione d’affari; ciononostante, riesce ugualmente a sconfiggere e catturare i due criminali.

### Trappola per Jay-J(3168)
Jay J, sottoponendosi a un reset mnemonico parziale quando ha lasciato la guida dell'Agenzia, ha cancellato dalla sua mente le tecniche di combattimento. Così, quando due agenti nemici irrompono in casa sua, con armi e armature ipertecnologiche, il vecchio agente, dopo aver tentato inutilmente di annullare il reset o di fuggire, cade nelle loro mani. Sono proprio i suoi avversari, però, nell'ansia di scoprirne i segreti, a restituirgli con un raggio tutta la memoria, inclusa quella dell’addestramento operativo. Finalmente, Head H, allertato da Gizmo, arriva con una squadra di soccorso ma Jay J ha già da solo sconfitto e legato i due intrusi.

### Fuga sulla neve per Gizmo(3169)
La spietata Organizzazione ha rapito Gizmo e lo ha portato in una prigione in Siberia. L'inventore tenta l’evasione, ma, a causa della sua goffaggine, dopo una fuga sulla neve e fra i ghiacci, è facilmente ricatturato e chiuso in una cella frigorifera. Riesce però, grazie alle sue conoscenze scientifiche, a usare il ghiaccio e l’azoto liquido della cella, per creare una nube artificiale che segnali l’ubicazione della prigione. Una squadra di soccorso, guidata da Kay K, non tarda ad intervenire ed a liberare il prigioniero.

### Head H contro tutti(3170)
Mentre Head H è solo nel quartier generale dell'Agenzia, un commando dell'Organizzazione attacca l'edificio, intenzionato ad impadronirsi del database coi nomi di tutti gli agenti, e l’anziano dirigente sfugge a stento alla cattura. Gli invasori giungono vicini al loro obiettivo, ma sono messi in fuga dall'improvvisa apparizione di DoubleDuck, Kay K, B Black e B Berry. Si tratta in realtà, delle immagini fotografiche dei quattro, usando le quali Head H, per quanto impacciato come uomo d'azione, è riuscito a sconfiggere di nuovo gli acerrimi nemici dell'Agenzia con l'astuzia.

## Reboot

### Episodio 1 (3215)
Mentre Paperino e Paperina hanno una discussione, questi riceve una chiamata da Head H e con una scusa fa uscire la fidanzata fuori da casa per poi recarsi all'appuntamento. Appuntamento che non è in Agenzia perché, come spiega il direttore, l'Organizzazione è stata sciolta poiché ritenuta ormai troppo costosa dai loro finanziatori. Head-H mostra così a Paperino quello che rimane dei locali ormai abbandonati. In un caffè, l'ex-direttore spiega che l'Agenzia verrà sostituita da una nuova organizzazione chiamata la Direzione che è composta da un gruppo di burocrati convinti di poter combattere i cattivi stando seduti in poltrona. Il capo è Wyle Y, un passacarte senza esperienza, i cui metodi sono assurdi (come mandare e-mail di diffida a trafficanti d'armi) e, peggio ancora, ha avuto la folle idea di rintracciare tutti gli agenti (incluso DoubleDuck) e rendere pubbliche le loro identità per questioni di "trasparenza". Head H vuole quindi avvertire Paperino del pericolo mentre lui stesso si sottoporrà al Total Reset Button. Prima di andarsene, Paperino viene a sapere che Kay K è sparita. Il giorno dopo, Paperino è convocato dallo Zio Paperone per un incarico. Mentre si prepara nel suo bagno, appare improvvisamente Kay K alle sue spalle. La ragazza gli dice che, a causa del suo passato e delle politiche della Direzione, non potrà più far parte di nessun gruppo ed ha deciso di chiudere. Prima di andarsene consegna un "regalo" a Paperino: la foto di un treno fantasma che trasporta un carico segreto e pericoloso, che deve essere fermato prima che arrivi al confine e stavolta DoubleDuck dovrà cavarsela da solo. Dopo essersi sbarazzato di Paperina di nuovo, Paperino si reca dallo zio che gli spiega che per 2 giorni dovrà fare da autista alla ricca e giovane baronessa Van Der Werdern con cui Paperone deve concludere un affare. Dopo averla accompagnata in giro per la città a fare acquisti costosi, Paperino torna stanco a casa dove trova ad attenderlo un incaricato dalla Direzione che sta cercando DoubleDuck. Fortunatamente il fattorino non è molto sveglio e Paperino ha gioco facile a fargli credere che ci deve essere stato un errore facendosi anche rivelare informazioni sul treno fantasma. DoubleDuck riesce a rintracciare il treno, che è guidato via satellite, sfruttando la stazione televisiva che aveva visitato in giornata con la baronessa. La mattina dopo raggiunge il treno con l'elicottero acquistato dalla baronessa ed entra all'interno dopo aver inserito il pilota automatico. Viene attaccato da diversi agenti nemici, ma, dopo averli attirati nella parte superiore del treno, riesce a sbarazzarsi di loro separando i vagoni mentre l'ultimo viene colpito dall'entrata della galleria. DoubleDuck porta il treno su un binario morto per poi scappare prima dell'arrivo della polizia. Al Deposito, Paperone è infuriato per i danni all'elicottero della baronessa (pagato da lui), ma il vero shock lo riceve quando si scopre dal giornale che in realtà la baronessa è solo una pazza mitomane che viene poi consegnata alla polizia. Tornato a casa, Paperino trova di nuovo la fidanzata ad aspettarlo. Paperina vuole fare pace, ma si arrabbia di nuovo quando Paperino riceve una telefonata da una donna. Si tratta di Liz Zago che gli comunica che l'Agenzia riprenderà le sue attività di nascosto dalla Direzione e si complimenta per la vicenda del treno. Purtroppo però c'è anche una brutta notizia: Kay K è ritornata alla sua vecchia identità di Red Primerose usando le informazioni in suo possesso per delle attività illegali.

### Episodio 2 (3216)
Contattato da Liz Zago, Paperino si reca alla sede della nuova Agenzia clandestina nascosta in un parrucchiere per signore. Liz gli presenta Qwerty, il nuovo responsabile di laboratorio che "sostituirà" Gizmo, che gli consegna uno scrambler elettronico. La nuova missione di DoubleDuck sarà penetrare alla sede della Direzione ed usarlo nel computer principale per criptare tutti i dati relativi agli agenti non ancora individuati, lui incluso. Scoperta che la Direzione si serve del servizio di catering di Paperone, Paperino chiede allo zio di essere assunto dovendo sobbarcarsi però le spese. Assunto, Paperino incontra Gastone che si vanta di essere più popolare di lui sui social (ha creato due pagine di fan per entrambi) e successivamente trova Head-H che sembra effettivamente aver dimenticato la sua identità come conseguenza del Total Reset. DoubleDuck riesce così ad entrare alla Direzione in veste di portapanini, ma non trova il momento giusto per usare lo scrambler ed è costretto a rimandare. Tuttavia ha il tempo di leggere il profilo di Kay K e riuscire a contattarla al telefono. L'ex-compagna però insiste a dire che ormai le loro strade sono separate e, per convincerlo, racconta la storia della rana e dello scorpione con la morale che si può fingere, ma alla fine non si può sfuggire alla propria natura. Kay K infatti sta progettando di rubare un meteorite di gran valore al museo. Con una scusa, DoubleDuck riesce a rientrare nella Direzione verso sera e, con meno personale in giro, ha il tempo di usare lo scrambler con successo. Tuttavia si presentano due agenti che hanno ricevuto una soffiata su un intruso e DoubleDuck fa appena in tempo a nascondersi. Il papero sospetta che Kay K sia la responsabile e la rintraccia al suo covo grazie ad un dispositivo di localizzazione fornito da Qwerty. Kay si dichiara innocente; infatti si scopre che il vero colpevole è Head-H che sopraggiunge poco dopo. L'ex-direttore, che ha solo finto di farsi cancellare la memoria, spiega che la Direzione gli ha offerto di continuare la sua vita in cambio della sua collaborazione ed alla fine ha accettato perché è nella loro natura di agenti segreti. Ma DoubleDuck non è d'accordo e lo disarma alla maniera di Paperino. All'Agenzia, Head-H viene sottoposto sul serio al Total Reset perdendo le sue memorie. Ma DoubleDuck ha un'ultima missione; infatti ha scoperto i piani di Kay ed affronta l'ex-compagna al museo. Kay K è sicura che lui non arresterà mai qualcuno a cui vuole bene, ma DoubleDuck (sebbene molto a malincuore) la ammanetta fingendo di stringerle la mano poiché anche lui non può tradire la sua natura. Tornato a casa e guardando la pagina creata da Gastone, Paperino riflette sulla sua doppia vita e come reagirebbero i suoi parenti scoprendo il suo lavoro di agente segreto. Alla fine giunge a conclusione che non importa che identità si usi, ma riconoscersi sempre ogni volta che ci si guarda allo specchio e prima di tutto lui è Paperino.

### Episodio 3 (3217)
Paperino va a trovare Kay K in prigione. L'ex-compagna non è molto felice di rivederlo ed all'improvviso compaiono degli sconosciuti che la liberano ed attaccano il papero. Ma tutto questo si rivela essere solo un incubo dettato dai sensi di colpa di Paperino che viene svegliato dallo Zio Paperone che lo ha assunto per un incarico di guardiano. Paperino viene anche contattato da Liz nella nuova sede di fortuna dell'Agenzia, ovvero dentro ad un vecchio furgoncino guidato da Qwerty. Liz gli comunica la sua nuova missione. I sovrani del piccolo arcipelago di Konàtu-Quisìtu saranno in visita a Paperopoli con tutti i loro familiari e, dato che l'arcipelago ha un'importante posizione strategica, l'Organizzazione (quello che ne rimane dopo gli eventi di Timecrime) vuole fare un colpo di stato partendo dal rapimento collettivo della famiglia reale. Dato l'inettitudine della Direzione (ancora intenta a cercare l'identità di DoubleDuck), spetta a DoubleDuck intervenire per sventare il piano. Data la scarsità di mezzi, Qwerty può solo dargli un avvitatore per avvitare e svitare. Paperino viene anche a sapere dell'esistenza di un nuovo gruppo criminale chiamato Actinia di cui non si conosce né se ha un capo od una sede tanto da sembrare solo una leggenda messa in rete. Per avere informazioni sui piani dell'Organizzazione, Paperino si reca in prigione per chiedere la collaborazione della sua ex-compagna Kay K. Ma la ragazza vuole in cambio la sua scarcerazione e la fedina ripulita, una richiesta che non può essere accettata. Di ritorno a casa, Paperino incontra Zio Paperone che gli mostra quale sarà il suo lavoro: fare da guardiano notturno ad un grosso blocco di marmo che dovrà essere usato per farne una statua. Paperino è preoccupato perché il lavoro gli impedirà di svolgere il suo compito di agente segreto. Ma si presenta poco dopo Jeff, il guardiano diurno, che si offre di coprirlo. Nei panni di DoubleDuck, il papero può così infiltrarsi al ricevimento senza problemi. Lì incontra i suoi vecchi colleghi B Black e B Berry che hanno smesso il lavoro di agenti segreti per fare da semplici addetti alla sicurezza. I due capiscono che DoubleDuck è in missione e si offrono di collaborare. DD nota così due operai sospetti che stanno mettendo dei ganci sul gazebo e capisce che il piano consiste nel rapire i reali tramite l'elicottero che aggancerà il gazebo quando li ospiterà. Mentre B Black e B Berry si occupano degli operai che sono uomini dell'Organizzazione, DoudleDuck utilizza l'avvitatore per sabotare i ganci e l'elicottero precipita. Il papero si dilegua mentre i reali si congratulano con i due ex-agenti. Il giorno dopo Paperino constata come la Direzione si è presa il merito e racconta a Liz che suo zio si è infuriato più che mai perché ha lasciato il suo posto di lavoro. Infatti non esisteva nessun guardiano diurno e Jeff era un membro dell'Actinia che hanno aiutato DoubleDuck perché volevano sbarazzarsi della "concorrenza". Liz ha una notizia buona ed una cattiva. La buona è che hanno trovato un misterioso e generoso finanziatore per l'Agenzia. La cattiva è che l'antieroina è che Kay K è evasa. Vediamo che a farla evadere sono stati i membri dell'Actinia (i quali sono tutti vestiti uguali, si chiamano per numero e sembra non abbiano capi) i quali offrono alla ragazza ciò che vuole in cambio delle sue informazioni.

## Nemici come prima

### Episodio 1 (3258)
Liz Zago e Qwerty hanno trovato, con i soldi del misterioso finanziatore, una sede dignitosa per l'Agenzia in un palazzo di Paperopoli, sotto la copertura di una società mineraria. Da lì, i due spiano, attraverso un drone, l’ufficio di Wyle Y. Scoprono così che l’inetto capo dei servizi segreti ha ricevuto, in una lettera anonima, una chiavetta di computer con all'interno l’identità segreta di DoubleDuck, anche se protetta per il momento da un codice. La mittente è Red Primrose (Kay K), che vuole così vendicarsi per il tradimento del suo vecchio amico. Paperino deve affrontare dei grossi problemi anche nella sua identità civile. A causa dei suoi molteplici impegni, ha trascurato Qui, Quo e Qua mentre erano impegnati nelle prove di uno spettacolo, e per questo riceve degli aspri rimproveri dalla sua immagine allo specchio. Convocato nella nuova sede dell’Agenzia da Liz Zago, Paperino apprende, oltre che della minaccia alla sua identità segreta, del nuovo piano di Actinia: sabotare S-21, il server segreto cui fa capo tutta la rete telematica, e gettare così il mondo nel caos. Prima di entrare in azione, però, Paperino indaga per chi scoprire chi sia il misterioso mecenate dell'Agenzia. Dopo aver sospettato di Paperone, scopre che si tratta di Rockerduck, preoccupato per i danni che l’incompetenza di Wyle Y può causare alla sicurezza globale, e quindi anche ai suoi affari. Il miliardario, dopo aver appreso l’identità segreta di Paperino, lo elogia per le sue qualità nascoste. Intanto Red Primrose ha rivelato, dietro lauto compenso, l’ubicazione di S-21 all'Actinia e a Z, un misterioso genio dell’informatica al servizio della società segreta. La bella fuorilegge ha però fornito all'Actinia un’indicazione falsa. S-21 non è nascosto, come lei ha fatto credere, su un’isola deserta, ma nella foresta di Black Hills. Dopo essersi liberata anche dei membri della sua banda, Red Primrose si reca alle Black Hills, intenzionata a utilizzare il server per entrare nel database delle più grandi banche e derubarle. Qwerty intuisce il suo doppio gioco e mette in allerta DoubleDuck. L’agente entra in azione controvoglia, poiché quella stessa sera aveva promesso di assistere alla prima dello spettacolo con Qui, Quo e Qua. I due compagni di tante avventure si ritrovano e si affrontano davanti a S-21, e Kay sembra decisa a tutto, pur di realizzare il suo piano...

### Episodio 2 (3259) -Questione di like
Mentre Kay K sta legando DoubleDuck ad un albero, arrivano gli uomini di Actinia, guidati dal malvagio Z, che non è caduto nella trappola sull'ubicazione del server. Si scopre così la vera identità del misterioso genio informatico: un ragazzino brufoloso e nevrotico, che odia internet da quando fu sottoposto alla gogna mediatica per aver diffuso uno spoiler su un telefilm. Per vendicarsi, ha deciso di far sparire i “like”, su cui si basa la condivisione social. Z e gli uomini di Actinia rompono la teca che protegge S-21, ignorando che al suo interno si trova un gas stordente. DoubleDuck, che era stato avvertito del pericolo da Qwerty, riesce, trattenendo il fiato, a liberare sé e Kay. I due, pur restando “nemici come prima”, hanno un congedo relativamente cordiale, prima che Kay si allontani. DoubleDuck è libero, ma la sua missione sembra fallita, visto che i suoi nemici, passato l'effetto del gas, sono ancora in possesso di S-21. Qwerty invia allora nella foresta uno strano veicolo. Entratovi, DoubleDuck è collegato a forza a dei sensori e si trova catapultato nella realtà virtuale del cyberspazio. Qwerty gli spiega quale sarà ora la sua missione: raggiungere Cloud 9, il database di sicurezza dove sono stati automaticamente riversati i dati di S-21, e digitare un codice che lo protegga dagli assalti di Z. Nonostante la sua inesperienza in materia, l'agente segreto DoubleDuck raggiunge Cloud 9, che ha l'aspetto di una semplice cabina telefonica, e, superata l'insidia di un virus-squalo, digita il codice (la targa della sua amata 313). Deve poi affrontare l'identità virtuale di Z, che ha assunto l'aspetto di un muscoloso e gigantesco supercriminale, ma riesce a batterlo senza troppi problemi, spronato dal pensiero dei suoi adorabili nipotini e della fiducia che hanno in lui. DoubleDuck, uscito apparentemente vincitore dal cyberspazio, si ritrova sulle Black Hills e si prepara a raggiungere il teatro, dove sta per andare in scena la recita di Qui, Quo e Qua. È però immediatamente circondato dagli agenti dell'Actinia, che lo obbligano a consegnare loro l’agendina col numero di codice. La società segreta, sbarazzatasi del suo grottesco capo Z, si prepara a portare i propri piani per il caos globale. DoubleDuck si trova di fronte a un dilemma: mantenere l'impegno preso coi nipotini di assistere al loro spettacolo o, come gli chiedono Qwerty e Liz Zago, deluderli ancora una volta per salvare il mondo?

### Episodio 3 (3260) -Gli ultimi cento minuti
Fra il pubblico dello spettacolo di Qui, Quo e Qua, ci sono Paperoga e Gastone, ma non Paperino. I tre piccoli paperi sono un po’ amareggiati, ma convinti che il loro affettuoso zio si farà comunque vivo. Paperino è però più che mai impegnato nei panni di DoubleDuck. Dopo un secondo viaggio nel cyberspazio, senza risultati, Qwerty lo sprona a mettersi sulle tracce di Actinia. Poiché Kay K, prima di allontanarsi, ha sventrato le gomme della 313, l'agente è costretto a servirsi di un camioncino molto lento, procuratogli in fretta e furia dall'informatico. Seguendo le indicazioni di Qwerty, DoubleDuck raggiunge la base di Actinia. Lì i quindici membri della società segreta, alla presenza di Z prigioniero, si preparano a mettere a punto il loro piano: creare un nuovo elemento e servirsene per assumere il controllo della rete. La loro attività ha già avuto l’effetto di mandare in tilt il sistema dei like. Così, la falsa pagina facebook di Paperino, creata da Gastone per ridicolizzare e umiliare il "cuginastro", si trova a ricevere una valanga di apprezzamenti. DoubleDuck penetra nell'edificio grazie a Qwerty, che è riuscito a togliere l’elettricità, e stordisce parecchi avversari con un apparecchio che emette scariche elettriche: dovrebbe comunque cedere alla superiorità numerica, se all'improvviso non intervenisse al suo fianco Kay K, che ha seguito da lontano la situazione. La bella ladra, pilotando l’aereo di Actinia, aiuta anche il suo vecchio amico a raggiungere il teatro, appena in tempo per fare gli auguri ai suoi adorabili nipotini prima della loro entrata in scena. Actinia è ormai sgominata, ma nell'epilogo si aprono nuovi inquietanti scenari. DoubleDuck, in uno dei suoi viaggi nel cyberspazio, ha scoperto che la società segreta è stata creata dal viscido Rockerduck prima di sfuggirgli di mano, ma non può denunciare apertamente l’unico sostegno economico dell’Agenzia...

## Corto circuito

### Episodio 1 (3345) -Elemento zero
Approfittando di un periodo di tranquillità nel mondo del controspionaggio, Paperino si dedica a svariati lavoretti per ripagare i suoi consueti e numerosissimi debiti. Proprio durante un turno da guardiano al Museo della Scienza e della Tecnica di Paperopoli, riceve però una chiamata da Liz Zago, che lo convoca con urgenza alla sede dell'Agenzia. L'agente DoubleDuck apprende presto che l'Actinia non solo non è stata sconfitta, ha anche tramato nell'ombra per un piano di controllo che prevede l'infiltrazione di adepti nella rete urbana: nuovi membri sono stati infatti reclutati da un'intelligenza artificiale al controllo di un sito internet noto come "Elemento zero". Mentre Liz Zago acconsente a impiegare i fondi dell'Agenzia per alleggerire il pagamento delle bollette a DoubleDuck (che di fatto non ha mai percepito uno stipendio per la sua professione di agente segreto), in modo che questi possa essere libero di dedicarsi unicamente alla missione, Kay K è pronta a mettere fuori gioco l'ex-collega, che potrebbe ostacolare il suo nuovo colpo.

### Episodio 2 (3346) -Nemici ovunque
La tensione comincia a farsi sentire per DoubleDuck: la consapevolezza che, intorno a lui, chiunque potrebbe rivelarsi una spia di Actinia, lo spinge a sospettare addirittura dei suoi familiari. Di rientro da una notte insonne passata al museo, in preda a una crisi di nervi, si dichiara intenzionato a comunicare a Liz Zago il suo ritiro dalla missione, quando si ritrova alle costole Kay K; ne viene fuori un inseguimento stradale che si conclude col rapimento dell'agente. Immobilizzato con delle manette elettroniche, su di una sedia sospesa in aria da una rudimentale carrucola, DoubleDuck viene abbandonato in una vecchia villa fatiscente. Una frustrante sensazione di impotenza non tarda ad arrivare, ma è proprio il peso dello stesso gancio che tiene l'agente ancorato al soffitto a rivelarsi la sua fortuna, provocando il cedimento del tetto dell'edificio: l'arrivo di una pioggia incessante si rivela provvidenziale, poiché manda in corto circuito il telecomando del congegno elettrico. Nel frattempo si è fatta sera. Liberatosi delle manette, DoubleDuck si serve della moto di Kay K e riesce ad arrivare in tempo al museo per un altro turno da guardiano. Lì, trova finalmente l'ispirazione per abbracciare una filosofia vincente: pensare come il proprio nemico. L'idea è che se i nuovi membri dell'Actinia vengono reclutati da un'intelligenza artificiale, allora solamente un'altra intelligenza artificiale può essere in grado di scovarli... il Grande Capo dell'Agenzia. Realizzato questo, l'agente DoubleDuck corre quindi a svegliare Qwerty nel cuore della notte. Il tecnico si mette immediatamente al lavoro per aggiornare il database del Grande Capo con tutte le nuove informazioni in loro possesso. L'indomani è tutto pronto, la lista dei corrotti è stata ricavata e gli arresti da compiere sono 120. Durante una nuova ronda notturna al museo, DoubleDuck medita sul da farsi, ma rimane vittima di un'imboscata di Kay K e i suoi complici, che lo rapiscono una seconda volta.

### Episodio 3 (3347) -Internal Error
Dal solito covo, Kay K manda i complici sul posto del loro imminente furto per un ultimo sopralluogo, allo scopo di rimanere da sola con DoubleDuck. L'agente, nuovamente in ostaggio, approfitta della confidenza che ancora intercorre tra i due per farsi slegare. Come diretta conseguenza, la vanità di Kay K la induce anche a illustrare per filo e per segno i dettagli del suo piano criminale, piano che DoubleDuck riesce a registrare e portare all'attenzione della polizia grazie a una speciale torcia elettrica d'invenzione di Qwerty. In sede di "sopralluogo", i complici di Kay K vengono così arrestati, mentre lei, che di fatto non ha ancora commesso alcun reato, accetta di collaborare alla missione dell'ex-collega per evitarsi una rognosa denuncia. Giunti a casa di Paperino, l'agente DoubleDuck mostra a Kay K lo schema elaborato dal Grande Capo dell'Agenzia, e insieme riescono a trarre un'interessante conclusione: un ipotetico impianto d'illuminazione, costituito da centinaia di fonti luminose, può essere neutralizzato puntando unicamente al corto circuito tra due sole lampadine; allo stesso modo, dell'attrito tra due membri di Actinia che ignorano vicendevolmente il loro coinvolgimento potrebbe rivelarsi sufficiente perché il conglomerato nemico collassi su se stesso. Dalla lista dei corrotti vengono selezionati il direttore di una banca e quello di un'emittente televisiva del settore giornalistico; l'indomani, un Paperino sotto copertura convince il primo ad investire sull'acquisizione dell'emittente, mentre un'infiltrata Kay K mette al corrente l'altro di presunte azioni illecite ad opera della banca, così che il network voglia ricavarne uno scoop. Resisi conto della trappola, sia il direttore della banca che quello dell'emittente televisiva si rivolgono all'elemento zero per contrastare un nemico che non solo non esiste ma risiederebbe anche in chi si trova dalla loro stessa parte. Il risultato è un internal error dell'intelligenza artificiale, che porta inevitabilmente al suo collasso. Senza più punti di riferimento, l'Actinia è ormai sconfitta. Una buona notizia è quindi l'esito positivo della missione, ma una un po' più triste è la fine della tregua tra DoubleDuck e Kay K, che si allontana sulla sua moto sotto gli occhi delusi dell'agente: Paperino continua a sperare di tornare a lavorare al fianco della sua vecchia amica. Di convocazione alla sede dell'Agenzia, DoubleDuck viene informato da Liz Zago di un nuovo taglio ai fondi, ma si consola col pensiero che Actinia sia stata sgominata... peccato che una talpa li stia osservando da un monitor connesso all'elemento zero.